# Cirkut/Auszeichnungen für Musikverkäufe

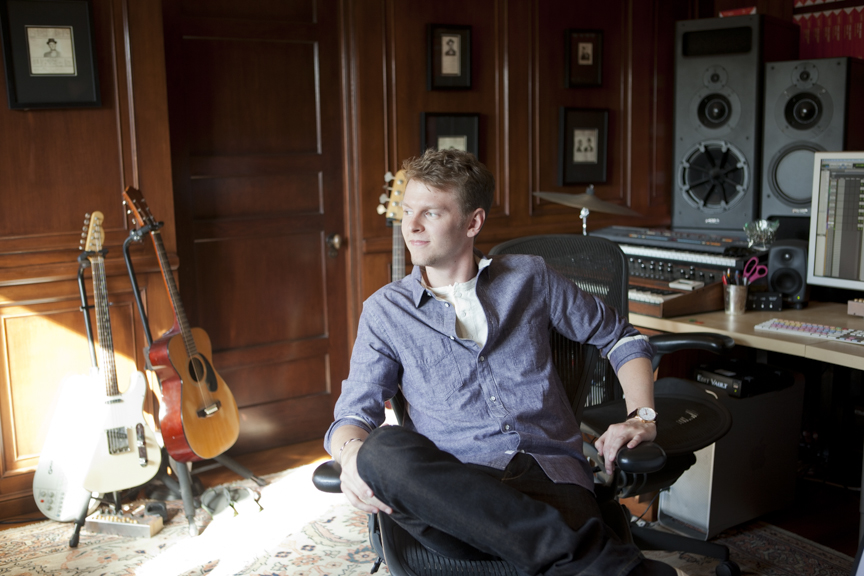
Cirkut (2015)

Dies ist eine Übersicht über die Auszeichnungen für Musikverkäufe des kanadischen Songwriters und Musikproduzenten Cirkut. Die Auszeichnungen finden sich nach ihrer Art (Gold, Platin usw.), nach Staaten getrennt in chronologischer Reihenfolge, geordnet sowie nach den Tonträgern selbst, ebenfalls in chronologischer Reihenfolge, getrennt nach Medium (Alben, Singles usw.), wieder.

## Auszeichnungen
| - Vereinigtes Königreich - 2012: für die Autorenbeteiligung und Produktion How to Be a Heartbreaker (Marina and the Diamonds) - 2014: für die Produktion Walks Like Rihanna (The Wanted) - 2015: für die Autorenbeteiligung und Produktion Va Va Vom (Nicki Minaj) - 2016: für die Autorenbeteiligung und Produktion Birthday (Katy Perry) - 2016: für die Autorenbeteiligung und Produktion Unconditionally (Katy Perry) - 2018: für die Produktion Pills n Potions (Nicki Minaj) - 2019: für die Autorenbeteiligung und Produktion Shower (Becky G) - 2020: für die Produktion She Knows (Ne-Yo) - 2021: für die Autorenbeteiligung und Produktion The Night Is Still Young (Nicki Minaj) - 2021: für die Autorenbeteiligung und Produktion Six Feet Under (The Weeknd) - 2022: für die Autorenbeteiligung und Produktion Wild Wild Love (Pitbull) - 2022: für die Autorenbeteiligung Hurricane (Kanye West) - 2022: für die Autorenbeteiligung und Produktion Secrets (The Weeknd) - 2022: für die Produktion House on Fire (Mimi Webb) - Australien - 2014: für die Autorenbeteiligung und Produktion Give It 2 U (Robin Thicke) - 2019: für die Autorenbeteiligung und Produktion Creep on Me (Gashi) - Belgien - 2012: für die Autorenbeteiligung und Produktion Good Feeling (Flo Rida) - 2012: für die Autorenbeteiligung und Produktion Where Have You Been (Rihanna) - 2013: für die Autorenbeteiligung und Produktion Roar (Katy Perry) - 2013: für die Autorenbeteiligung und Produktion Wrecking Ball (Miley Cyrus) - 2013: für die Autorenbeteiligung und Produktion Hangover (Taio Cruz) - 2014: für die Autorenbeteiligung und Produktion Timber (Pitbull feat. Kesha) - 2014: für die Autorenbeteiligung und Produktion Dark Horse (Katy Perry) - 2016: für die Autorenbeteiligung und Produktion Sugar (Maroon 5) - 2018: für die Autorenbeteiligung und Produktion Girls Like You (Maroon 5) - 2019: für die Autorenbeteiligung und Produktion So Am I (Ava Max) - Brasilien - 2022: für die Autorenbeteiligung und Produktion My Head & My Heart (Ava Max) - 2022: für die Autorenbeteiligung und Produktion Who’s Laughing Now (Ava Max) - Dänemark - 2012: für die Autorenbeteiligung und Produktion Good Feeling (Flo Rida) - 2012: für die Autorenbeteiligung und Produktion Where Have You Been (Rihanna) - 2012: für das Streaming Wide Awake (Katy Perry) - 2013: für die Autorenbeteiligung und Produktion Roar (Katy Perry) - 2013: für die Autorenbeteiligung und Produktion Hangover (Taio Cruz) - 2013: für das Streaming How to Be a Heartbreaker (Marina and the Diamonds) - 2013: für das Streaming You da One (Rihanna) - 2013: für das Streaming Rock Me (One Direction) - 2014: für die Autorenbeteiligung und Produktion Wrecking Ball (Miley Cyrus) - 2014: für die Autorenbeteiligung und Produktion Timber (Pitbull feat. Kesha) - 2014: für das Streaming Wild Wild Love (Katy Perry) - 2014: für das Streaming Unconditionally (Katy Perry) - 2016: für die Autorenbeteiligung und Produktion I Don’t Mind (Usher) - 2021: für die Autorenbeteiligung und Produktion Kings & Queens (Ava Max) - 2022: für die Autorenbeteiligung und Produktion My Head & My Heart (Ava Max) - Deutschland - 2014: für die Autorenbeteiligung Die Young (Kesha) - 2014: für die Autorenbeteiligung und Produktion Dare (La La La) (Shakira) - 2017: für die Autorenbeteiligung und Produktion Sugar (Maroon 5) - 2018: für die Autorenbeteiligung und Produktion Where Have You Been (Rihanna) - 2018: für die Autorenbeteiligung und Produktion Unconditionally (Katy Perry) - 2018: für die Autorenbeteiligung Domino (Jessie J) - 2020: für die Autorenbeteiligung und Produktion So Am I (Ava Max) - 2020: für die Autorenbeteiligung und Produktion Salt (Ava Max) - 2022: für die Autorenbeteiligung und Produktion My Head & My Heart (Ava Max) - Frankreich - 2012: für die Autorenbeteiligung und Produktion Good Feeling (Flo Rida) - 2015: für die Autorenbeteiligung und Produktion Sugar (Maroon 5) - 2018: für die Autorenbeteiligung und Produktion Timber (Pitbull feat. Kesha) - 2018: für die Autorenbeteiligung und Produktion All Night (Big Boi) - 2019: für die Autorenbeteiligung und Produktion So Am I (Ava Max) - 2020: für die Autorenbeteiligung und Produktion Salt (Ava Max) - 2020: für die Autorenbeteiligung und Produktion Torn (Ava Max) - 2022: für die Autorenbeteiligung und Produktion EveryTime I Cry (Ava Max) - Italien - 2012: für die Produktion Part of Me (Katy Perry) - 2013: für die Autorenbeteiligung Domino (Jessie J) - 2015: für die Autorenbeteiligung und Produktion Birthday (Katy Perry) - 2015: für die Autorenbeteiligung und Produktion Shower (Becky G) - 2020: für die Autorenbeteiligung und Produktion Torn (Ava Max) - 2021: für die Autorenbeteiligung und Produktion So Am I (Ava Max) - Japan - 2014: für die Autorenbeteiligung und Produktion Timber (Digital, Pitbull feat. Kesha) - Kanada - 2012: für die Produktion Strange Clouds (B.o.B) - 2019: für die Autorenbeteiligung und Produktion Ordinary Life (The Weeknd) - 2019: für die Autorenbeteiligung und Produktion Nothing Without You (The Weeknd) - Mexiko - 2013: für die Produktion Part of Me (Katy Perry) - 2013: für die Autorenbeteiligung und Produktion Wide Awake (B.o.B) - 2013: für die Autorenbeteiligung und Produktion Rock Me (One Direction) - 2014: für die Autorenbeteiligung und Produktion Dare (La La La) (Shakira) - 2017: für die Autorenbeteiligung und Produktion I Feel It Coming (The Weeknd) - Neuseeland - 2011: für die Autorenbeteiligung Domino (Jessie J) - 2012: für die Autorenbeteiligung und Produktion Hangover (Taio Cruz) - 2012: für die Autorenbeteiligung und Produktion You da One (Rihanna) - 2013: für die Autorenbeteiligung und Produktion Oath (Cher Lloyd) - 2013: für die Autorenbeteiligung und Produktion Fall Down (will.i.am) - 2013: für die Autorenbeteiligung Lighthouse (G.R.L) - Norwegen - 2021: für die Autorenbeteiligung und Produktion Birthday (Katy Perry) - 2021: für die Autorenbeteiligung und Produktion Into Your Arms (Witt Lowry) - 2021: für die Autorenbeteiligung und Produktion My Head & My Heart (Ava Max) - 2021: für die Autorenbeteiligung und Produktion OMG What’s Happening (Ava Max) - Österreich - 2012: für die Autorenbeteiligung und Produktion Primadonna (Marina and the Diamonds) - 2014: für die Autorenbeteiligung und Produktion Wrecking Ball (Miley Cyrus) - 2016: für die Autorenbeteiligung und Produktion Ain’t Your Mama (Jennifer Lopez) - 2020: für die Autorenbeteiligung und Produktion Torn (Ava Max) - 2021: für die Autorenbeteiligung und Produktion Who’s Laughing Now (Ava Max) - 2022: für die Autorenbeteiligung und Produktion EveryTime I Cry (Ava Max) - Peru - 2020: für das Mixing Tabú (Pablo Alborán) - Polen - 2021: für die Autorenbeteiligung und Produktion Not Your Barbie Girl (Ava Max) - 2021: für die Autorenbeteiligung und Produktion OMG What’s Happening (Ava Max) - 2022: für die Autorenbeteiligung und Produktion EveryTime I Cry (Ava Max) - Portugal - 2019: für die Autorenbeteiligung und Produktion Wrecking Ball (Miley Cyrus) - 2020: für die Autorenbeteiligung und Produktion So Am I (Ava Max) - 2022: für die Autorenbeteiligung und Produktion My Head & My Heart (Ava Max) - 2022: für die Autorenbeteiligung und Produktion Dark Horse (Katy Perry) - Schweden - 2012: für die Autorenbeteiligung und Produktion You da One (Rihanna) - 2013: für die Autorenbeteiligung und Produktion Fall Down (will.i.am) - 2014: für die Autorenbeteiligung und Produktion Unconditionally (Katy Perry) - 2015: für die Autorenbeteiligung und Produktion The Night Is Still Young (Nicki Minaj) - 2018: für die Autorenbeteiligung und Produktion Sweet but Psycho (Ava Max) - Schweiz - 2012: für die Autorenbeteiligung Domino (Jessie J) - 2014: für die Autorenbeteiligung und Produktion Dare (La La La) (Shakira) - 2018: für die Autorenbeteiligung und Produktion Creep on Me (Gashi) - 2019: für die Autorenbeteiligung und Produktion Torn (Ava Max) - Singapur - 2019: für die Autorenbeteiligung und Produktion Sweet but Psycho (Ava Max) - Spanien - 2014: für die Autorenbeteiligung und Produktion Wrecking Ball (Miley Cyrus) - 2014: für das Streaming Roar (Katy Perry) - 2015: für die Autorenbeteiligung und Produktion Shower (Becky G) - 2020: für die Autorenbeteiligung und Produktion Kings & Queens (Ava Max) - Südafrika - 2016: für die Autorenbeteiligung und Produktion Locked Away (R. City) - Taiwan - 2020: für die Autorenbeteiligung und Produktion So Am I (Ava Max) - Vereinigte Staaten - 2013: für die Autorenbeteiligung und Produktion Oath (Cher Lloyd) - 2014: für die Autorenbeteiligung und Produktion Bounce It (Juicy J) - 2017: für die Autorenbeteiligung und Produktion Ain’t Your Mama (Jennifer Lopez) - 2019: für die Autorenbeteiligung und Produktion All Night (Big Boi) - 2020: für die Autorenbeteiligung und Produktion So Am I (Ava Max) - 2021: für die Autorenbeteiligung und Produktion On Me (Ava Max) - 2021: für die Autorenbeteiligung und Produktion Salt (Ava Max) - Vereinigtes Königreich - 2012: für die Autorenbeteiligung und Produktion Primadonna (Marina and the Diamonds) - 2022: für die Autorenbeteiligung und Produktion You da One (Rihanna) - 2016: für die Autorenbeteiligung und Produktion Wide Awake (B.o.B) - 2021: für die Autorenbeteiligung und Produktion My Head & My Heart (Ava Max) | - Australien - 2012: für die Autorenbeteiligung und Produktion You da One (Rihanna) - 2012: für die Autorenbeteiligung und Produktion Primadonna (Marina and the Diamonds) - 2013: für die Autorenbeteiligung und Produktion Fall Down (will.i.am) - 2014: für die Autorenbeteiligung und Produktion Unconditionally (Katy Perry) - 2014: für die Autorenbeteiligung und Produktion Wild Wild Love (Pitbull) - 2014: für die Autorenbeteiligung und Produktion Birthday (Katy Perry) - 2014: für die Produktion Pills n Potions (Nicki Minaj) - 2015: für die Autorenbeteiligung und Produktion Va Va Vom (Nicki Minaj) - 2018: für die Autorenbeteiligung C’mon (Kesha) - 2018: für die Autorenbeteiligung Crazy Kids (Kesha) - 2018: für die Autorenbeteiligung und Produktion I Don’t Mind (Usher) - 2021: für die Autorenbeteiligung und Produktion My Head & My Heart (Ava Max) - Belgien - 2016: für die Autorenbeteiligung und Produktion Locked Away (R. City) - 2017: für die Autorenbeteiligung und Produktion I Feel It Coming (The Weeknd) - 2020: für die Autorenbeteiligung und Produktion Kings & Queens (Ava Max) - Brasilien - 2022: für die Autorenbeteiligung und Produktion Salt (Ava Max) - 2022: für die Autorenbeteiligung und Produktion Torn (Ava Max) - Dänemark - 2012: für das Streaming Domino (Jessie J) - 2012: für die Autorenbeteiligung und Produktion Primadonna (Marina and the Diamonds) - 2013: für das Streaming Primadonna (Marina and the Diamonds) - 2013: für das Streaming Wrecking Ball (Miley Cyrus) - 2013: für das Streaming Part of Me (Katy Perry) - 2014: für das Streaming Shower (Becky G) - 2015: für die Autorenbeteiligung und Produktion Locked Away (R. City) - 2018: für die Autorenbeteiligung und Produktion Where Have You Been (Rihanna) - 2019: für die Autorenbeteiligung und Produktion Ain’t Your Mama (Jennifer Lopez) - 2020: für die Autorenbeteiligung und Produktion So Am I (Ava Max) - 2021: für die Autorenbeteiligung und Produktion Salt (Ava Max) - Deutschland - 2012: für die Autorenbeteiligung und Produktion Good Feeling (Flo Rida) - 2014: für die Autorenbeteiligung und Produktion Wrecking Ball (Miley Cyrus) - 2016: für die Autorenbeteiligung und Produktion Ain’t Your Mama (Jennifer Lopez) - 2020: für die Autorenbeteiligung und Produktion Girls Like You (Maroon 5) - 2021: für die Autorenbeteiligung und Produktion Kings & Queens (Ava Max) - 2022: für die Autorenbeteiligung und Produktion I Feel It Coming (The Weeknd) - Finnland - 2020: für die Autorenbeteiligung und Produktion So Am I (Ava Max) - 2020: für die Autorenbeteiligung und Produktion Torn (Ava Max) - 2020: für die Autorenbeteiligung und Produktion Salt (Ava Max) - 2020: für die Autorenbeteiligung und Produktion Kings & Queens (Ava Max) - Frankreich - 2021: für die Autorenbeteiligung und Produktion Kings & Queens (Ava Max) - Griechenland - 2022: für die Autorenbeteiligung und Produktion Starboy (The Weeknd) - Irland - 2012: für die Autorenbeteiligung und Produktion Primadonna (Marina and the Diamonds) - 2012: für die Autorenbeteiligung und Produktion Good Feeling (Flo Rida) - Italien - 2013: für die Autorenbeteiligung Die Young - 2014: für die Autorenbeteiligung und Produktion Where Have You Been (Rihanna) - 2014: für die Autorenbeteiligung und Produktion Wide Awake (B.o.B) - 2014: für die Autorenbeteiligung und Produktion Unconditionally (Katy Perry) - 2014: für die Autorenbeteiligung und Produktion Dare (La La La) (Shakira) - 2019: für die Autorenbeteiligung und Produktion Good Feeling (Flo Rida) - 2020: für die Autorenbeteiligung und Produktion Kings & Queens (Ava Max) - 2021: für die Autorenbeteiligung und Produktion Hangover (Taio Cruz) - 2021: für die Autorenbeteiligung und Produktion My Head & My Heart (Ava Max) - Japan - 2020: für die Autorenbeteiligung und Produktion Sugar (Digital, Maroon 5) - Kanada - 2012: für die Autorenbeteiligung Die Young - 2014: für die Autorenbeteiligung und Produktion Wild Wild Love (Pitbull) - 2015: für die Autorenbeteiligung und Produktion Shower (Becky G) - 2015: für die Autorenbeteiligung und Produktion Sugar (Maroon 5) - 2017: für die Autorenbeteiligung und Produktion Unconditionally (Katy Perry) - 2017: für die Autorenbeteiligung und Produktion Birthday (Katy Perry) - 2019: für die Autorenbeteiligung und Produktion Six Feet Under (The Weeknd) - 2019: für die Autorenbeteiligung und Produktion Secrets (The Weeknd) - 2020: für die Autorenbeteiligung und Produktion So Am I (Ava Max) - 2021: für die Autorenbeteiligung und Produktion Salt (Ava Max) - 2021: für die Autorenbeteiligung Hurricane (Kanye West) - Mexiko - 2014: für die Autorenbeteiligung Die Young (Kesha) - 2019: für die Autorenbeteiligung und Produktion Ain’t Your Mama (Jennifer Lopez) - Neuseeland - 2012: für die Autorenbeteiligung und Produktion Primadonna (Marina and the Diamonds) - 2012: für die Autorenbeteiligung und Produktion Where Have You Been (Rihanna) - 2012: für die Autorenbeteiligung und Produktion Turn All the Lights On (T-Pain) - 2012: für die Produktion Part of Me (Katy Perry) - 2012: für die Autorenbeteiligung und Produktion Wide Awake (B.o.B) - 2013: für die Autorenbeteiligung Die Young - 2014: für die Autorenbeteiligung und Produktion Wrecking Ball (Miley Cyrus) - 2014: für die Autorenbeteiligung und Produktion Ugly Heart (G.R.L.) - 2015: für die Autorenbeteiligung und Produktion Locked Away (R. City) - 2017: für die Autorenbeteiligung und Produktion I Feel It Coming (The Weeknd) - 2019: für die Autorenbeteiligung und Produktion Sweet but Psycho (Ava Max) - Niederlande - 2014: für die Autorenbeteiligung und Produktion Wrecking Ball (Miley Cyrus) - 2014: für die Autorenbeteiligung und Produktion Shower (Becky G) - Norwegen - 2015: für die Autorenbeteiligung und Produktion Locked Away (R. City) - 2017: für die Autorenbeteiligung und Produktion I Feel It Coming (The Weeknd) - 2020: für die Autorenbeteiligung und Produktion Unconditionally (Katy Perry) - 2020: für die Autorenbeteiligung und Produktion Can’t Stop Dancin’ (Becky G) - 2021: für die Autorenbeteiligung und Produktion Who’s Laughing Now (Ava Max) - Österreich - 2012: für die Autorenbeteiligung und Produktion Good Feeling (Flo Rida) - 2014: für die Autorenbeteiligung und Produktion Roar (Katy Perry) - 2015: für die Autorenbeteiligung und Produktion Timber (Pitbull feat. Kesha) - 2020: für die Autorenbeteiligung und Produktion Salt (Ava Max) - 2021: für die Autorenbeteiligung und Produktion So Am I (Ava Max) - 2021: für die Autorenbeteiligung und Produktion My Head & My Heart (Ava Max) - Polen - 2021: für die Autorenbeteiligung und Produktion My Head & My Heart (Ava Max) - Portugal - 2022: für die Autorenbeteiligung und Produktion Kings & Queens (Ava Max) - Schweden - 2012: für die Autorenbeteiligung Domino (Jessie J) - 2013: für die Autorenbeteiligung Die Young (Kesha) - 2013: für die Autorenbeteiligung und Produktion Timber (Pitbull feat. Kesha) - 2018: für die Autorenbeteiligung und Produktion Girls Like You (Maroon 5) - Schweiz - 2014: für die Autorenbeteiligung und Produktion Timber (Pitbull feat. Kesha) - 2014: für die Autorenbeteiligung und Produktion Wrecking Ball (Miley Cyrus) - 2020: für die Autorenbeteiligung und Produktion So Am I (Ava Max) - Spanien - 2014: für das Streaming La La La (Brazil 2014) (Shakira) - 2015: für die Autorenbeteiligung und Produktion Sugar (Maroon 5) - 2017: für die Autorenbeteiligung und Produktion I Feel It Coming (The Weeknd) - Taiwan - 2020: für die Autorenbeteiligung und Produktion Sweet but Psycho (Ava Max) - Vereinigte Staaten - 2012: für die Autorenbeteiligung Domino (Jessie J) - 2012: für die Autorenbeteiligung und Produktion Primadonna (Marina and the Diamonds) - 2012: für die Autorenbeteiligung und Produktion How to Be a Heartbreaker (Marina and the Diamonds) - 2015: für die Autorenbeteiligung und Produktion Birthday (Katy Perry) - 2015: für die Autorenbeteiligung und Produktion She Knows (Ne-Yo) - 2015: für die Autorenbeteiligung und Produktion The Night Is Still Young (Nicki Minaj) - 2017: für die Autorenbeteiligung und Produktion Unconditionally (Katy Perry) - 2018: für die Autorenbeteiligung C’mon (Kesha) - 2018: für die Autorenbeteiligung Crazy Kids (Kesha) - 2018: für die Autorenbeteiligung und Produktion Dare (La La La) (Shakira) - 2020: für die Autorenbeteiligung und Produktion Six Feet Under (The Weeknd) - 2020: für die Autorenbeteiligung und Produktion Secrets (The Weeknd) - 2022: für die Autorenbeteiligung Hurricane (Kanye West) - 2022: für die Autorenbeteiligung und Produktion My Head & My Heart (Ava Max) - Vereinigtes Königreich - 2017: für die Autorenbeteiligung und Produktion Where Have You Been (Rihanna) - 2019: für die Autorenbeteiligung und Produktion Ugly Heart (G.R.L.) - 2021: für die Autorenbeteiligung Domino (Kesha) - 2021: für die Autorenbeteiligung Die Young (Kesha) - 2021: für die Produktion Part of Me (Katy Perry) - 2021: für die Autorenbeteiligung und Produktion I Don’t Mind (Usher) - 2021: für die Autorenbeteiligung und Produktion So Am I (Ava Max) - 2021: für die Autorenbeteiligung und Produktion Kings & Queens (Ava Max) - Deutschland - 2018: für die Autorenbeteiligung und Produktion Dark Horse (Katy Perry) - 2018: für die Autorenbeteiligung und Produktion Roar (Katy Perry) - 2018: für die Autorenbeteiligung und Produktion Starboy (The Weeknd) - Mexiko - 2015: für die Autorenbeteiligung und Produktion Good Feeling (Flo Rida) - 2017: für die Autorenbeteiligung und Produktion Starboy (The Weeknd) | - Australien - 2012: für die Autorenbeteiligung und Produktion Turn All the Lights On (T-Pain) - 2015: für die Autorenbeteiligung und Produktion Shower (Becky G) - 2018: für die Autorenbeteiligung Whip It! (Lunchmoney Lewis) - 2021: für die Autorenbeteiligung und Produktion So Am I (Ava Max) - Belgien - 2017: für die Autorenbeteiligung und Produktion Starboy (The Weeknd) - 2019: für die Autorenbeteiligung und Produktion Sweet but Psycho (Ava Max) - Brasilien - 2017: für die Autorenbeteiligung und Produktion I Feel It Coming (The Weeknd) - 2022: für die Autorenbeteiligung und Produktion So Am I (Ava Max) - 2022: für die Autorenbeteiligung und Produktion My Head & My Heart (Ava Max) - Dänemark - 2012: für das Streaming Good Feeling (Flo Rida) - 2012: für das Streaming Hangover (Taio Cruz) - 2013: für das Streaming Die Young (Kesha) - 2013: für das Streaming Roar (Katy Perry) - 2014: für das Streaming Dark Horse (Katy Perry) - 2016: für die Autorenbeteiligung und Produktion Sugar (Maroon 5) - 2022: für die Autorenbeteiligung und Produktion Girls Like You (Maroon 5) - Deutschland - 2018: für die Autorenbeteiligung und Produktion Hangover (Taio Cruz) - Italien - 2014: für die Autorenbeteiligung und Produktion Roar (Katy Perry) - 2014: für die Autorenbeteiligung und Produktion Wrecking Ball (Miley Cyrus) - 2019: für die Autorenbeteiligung und Produktion Ain’t Your Mama (Jennifer Lopez) - Kanada - 2015: für die Autorenbeteiligung und Produktion Locked Away (R. City) - 2022: für die Autorenbeteiligung und Produktion My Head & My Heart (Ava Max) - Mexiko - 2015: für die Autorenbeteiligung und Produktion Dark Horse (Katy Perry) - 2016: für die Autorenbeteiligung und Produktion Timber (Pitbull feat. Kesha) - Neuseeland - 2012: für die Autorenbeteiligung und Produktion Good Feeling (Flo Rida) - 2014: für die Autorenbeteiligung und Produktion Timber (Pitbull feat. Kesha) - 2014: für die Autorenbeteiligung und Produktion Dark Horse (Katy Perry) - 2015: für die Autorenbeteiligung und Produktion Sugar (Maroon 5) - 2017: für die Autorenbeteiligung und Produktion Starboy (The Weeknd) - 2018: für die Autorenbeteiligung und Produktion Girls Like You (Maroon 5) - Niederlande - 2019: für die Autorenbeteiligung und Produktion Sweet but Psycho (Ava Max) - Norwegen - 2014: für die Autorenbeteiligung und Produktion Shower (Becky G) - Österreich - 2012: für die Autorenbeteiligung und Produktion Hangover (Taio Cruz) - 2021: für die Autorenbeteiligung und Produktion Kings & Queens (Ava Max) - Polen - 2021: für die Autorenbeteiligung und Produktion Torn (Ava Max) - 2021: für die Autorenbeteiligung und Produktion Who’s Laughing Now (Ava Max) - Portugal - 2021: für die Autorenbeteiligung und Produktion Sweet but Psycho (Ava Max) - Schweden - 2012: für die Autorenbeteiligung und Produktion Hangover (Taio Cruz) - 2012: für die Autorenbeteiligung und Produktion Where Have You Been (Rihanna) - 2014: für die Autorenbeteiligung und Produktion Shower (Becky G) - 2015: für die Autorenbeteiligung und Produktion Sugar (Maroon 5) - 2019: für die Autorenbeteiligung und Produktion Girls Like You (Maroon 5) - Schweiz - 2013: für die Autorenbeteiligung und Produktion Good Feeling (Flo Rida) - Spanien - 2014: für das Streaming Timber (Pitbull feat. Kesha) - 2017: für die Autorenbeteiligung und Produktion Starboy (The Weeknd) - 2020: für die Mixing Tabú (Pablo Alborán) - Vereinigte Staaten - 2012: für die Produktion Strange Clouds (B.o.B) - 2015: für die Autorenbeteiligung und Produktion You da One (Rihanna) - 2015: für die Autorenbeteiligung und Produktion Shower (Becky G) - 2015: für die Autorenbeteiligung und Produktion I Don’t Mind (Usher) - 2022: für die Autorenbeteiligung und Produktion Kings & Queens (Ava Max) - Vereinigtes Königreich - 2019: für die Autorenbeteiligung und Produktion Girls Like You (Maroon 5) - 2020: für die Autorenbeteiligung und Produktion Dark Horse (Katy Perry) - 2020: für die Autorenbeteiligung und Produktion Good Feeling (Flo Rida) - 2021: für die Autorenbeteiligung und Produktion I Feel It Coming (The Weeknd) - 2022: für die Autorenbeteiligung und Produktion Wrecking Ball (Miley Cyrus) - Mexiko - 2014: für die Autorenbeteiligung und Produktion Roar (Katy Perry) - 2019: für die Autorenbeteiligung und Produktion Girls Like You(Maroon 5) - Australien - 2012: für die Produktion Part of Me (Katy Perry) - 2015: für die Autorenbeteiligung und Produktion Where Have You Been (Rihanna) - 2015: für die Autorenbeteiligung und Produktion Sugar (Maroon 5) - 2016: für die Autorenbeteiligung und Produktion Locked Away (R. City) - 2017: für die Autorenbeteiligung und Produktion I Feel It Coming (The Weeknd) - Brasilien - 2018: für die Autorenbeteiligung und Produktion Girls Like You (Maroon 5) - 2021: für die Autorenbeteiligung und Produktion Dare (La La La) (Shakira) - 2022: für die Autorenbeteiligung und Produktion Kings & Queens (Ava Max) - Dänemark - 2020: für die Autorenbeteiligung und Produktion Sweet but Psycho (Ava Max) - 2021: für die Autorenbeteiligung und Produktion Starboy (The Weeknd) - 2022: für die Autorenbeteiligung und Produktion I Feel It Coming (The Weeknd) - Finnland - 2020: für die Autorenbeteiligung und Produktion Sweet but Psycho (Ava Max) - Kanada - 2013: für die Produktion Part of Me (Katy Perry) - 2013: für die Autorenbeteiligung und Produktion Wide Awake (B.o.B) - Italien - 2014: für die Autorenbeteiligung und Produktion Timber (Pitbull feat. Kesha) - 2014: für die Autorenbeteiligung und Produktion Dark Horse (Katy Perry) - 2016: für die Autorenbeteiligung und Produktion Sugar (Maroon 5) - 2018: für die Autorenbeteiligung und Produktion Starboy (The Weeknd) - 2019: für die Autorenbeteiligung und Produktion I Feel It Coming (The Weeknd) - 2019: für die Autorenbeteiligung und Produktion Girls Like You (Maroon 5) - 2019: für die Autorenbeteiligung und Produktion Sweet but Psycho (Ava Max) - Mexiko - 2019: für die Autorenbeteiligung und Produktion Locked Away (R. City) - Norwegen - 2017: für die Autorenbeteiligung und Produktion Starboy (The Weeknd) - 2021: für die Autorenbeteiligung und Produktion Kings & Queens (Ava Max) - 2021: für die Autorenbeteiligung und Produktion So Am I (Ava Max) - Österreich - 2021: für die Autorenbeteiligung und Produktion Sweet but Psycho (Ava Max) - Polen - 2015: für die Autorenbeteiligung und Produktion Sugar (Maroon 5) - 2021: für die Autorenbeteiligung und Produktion I Feel It Coming (The Weeknd) - 2021: für die Autorenbeteiligung und Produktion So Am I (Ava Max) - 2021: für die Autorenbeteiligung und Produktion Kings & Queens (Ava Max) - Portugal - 2021: für die Autorenbeteiligung und Produktion I Feel It Coming (The Weeknd) - 2021: für die Autorenbeteiligung und Produktion Girls Like You (Maroon 5) - Schweden - 2014: für die Autorenbeteiligung und Produktion Wrecking Ball (Miley Cyrus) - 2016: für die Autorenbeteiligung und Produktion Locked Away (R. City) - 2017: für die Autorenbeteiligung und Produktion I Feel It Coming (The Weeknd) - Schweiz - 2012: für die Autorenbeteiligung und Produktion Hangover (Taio Cruz) - Spanien - 2016: für die Autorenbeteiligung und Produktion Ain’t Your Mama (Jennifer Lopez) - Vereinigtes Königreich - 2019: für die Autorenbeteiligung und Produktion Roar (Katy Perry) - 2020: für die Autorenbeteiligung und Produktion Starboy (The Weeknd) - 2020: für die Autorenbeteiligung und Produktion Sweet but Psycho (Ava Max) - 2021: für die Autorenbeteiligung und Produktion Timber (Pitbull feat. Kesha) - 2022: für die Autorenbeteiligung und Produktion Sugar (Maroon 5) - Australien - 2012: für die Autorenbeteiligung und Produktion Hangover (Taio Cruz) - 2014: für die Autorenbeteiligung und Produktion Ugly Heart (G.R.L.) - Dänemark - 2014: für die Autorenbeteiligung und Produktion Timber (Pitbull feat. Kesha) - Italien - 2019: für die Autorenbeteiligung und Produktion Locked Away (R. City) - Kanada - 2014: für die Autorenbeteiligung und Produktion Wrecking Ball (Miley Cyrus) - 2022: für die Autorenbeteiligung und Produktion Kings & Queens (Ava Max) - Neuseeland - 2014: für die Autorenbeteiligung und Produktion Roar (Katy Perry) - Norwegen - 2021: für die Autorenbeteiligung und Produktion Salt (Ava Max) - Polen - 2017: für die Autorenbeteiligung und Produktion Locked Away (R. City) - 2021: für die Autorenbeteiligung und Produktion Salt (Ava Max) - Portugal - 2020: für die Autorenbeteiligung und Produktion Starboy (The Weeknd) - Schweden - 2012: für die Autorenbeteiligung und Produktion Good Feeling (Flo Rida) - 2014: für die Autorenbeteiligung und Produktion Roar (Katy Perry) - 2014: für die Autorenbeteiligung und Produktion Roar (Katy Perry) - 2014: für die Autorenbeteiligung und Produktion Dark Horse (Katy Perry) - 2017: für die Autorenbeteiligung und Produktion Starboy (The Weeknd) - Schweiz - 2020: für die Autorenbeteiligung und Produktion Sweet but Psycho (Ava Max) - Vereinigte Staaten - 2015: für die Autorenbeteiligung und Produktion Where Have You Been (Rihanna) - 2018: für die Autorenbeteiligung Die Young (Kesha) - 2022: für die Autorenbeteiligung und Produktion Sweet but Psycho (Ava Max) - Mexiko - 2022: für die Autorenbeteiligung und Produktion Wrecking Ball (Miley Cyrus) - Australien - 2020: für die Autorenbeteiligung Die Young (Kesha) - 2020: für die Autorenbeteiligung und Produktion Sweet but Psycho (Ava Max) - 2021: für die Autorenbeteiligung Domino (Katy Perry) - Brasilien - 2017: für die Autorenbeteiligung und Produktion Starboy (The Weeknd) - Finnland - 2020: für die Autorenbeteiligung und Produktion Starboy (The Weeknd) - Kanada - 2012: für die Autorenbeteiligung und Produktion Good Feeling (Flo Rida) - 2019: für die Autorenbeteiligung und Produktion I Feel It Coming (The Weeknd) - Norwegen - 2021: für die Autorenbeteiligung und Produktion Dark Horse (Katy Perry) - Vereinigte Staaten - 2018: für die Autorenbeteiligung und Produktion Wide Awake (B.o.B) - 2018: für die Autorenbeteiligung und Produktion Good Feeling (Flo Rida) - 2022: für die Produktion Part of Me (Katy Perry) - Australien - 2013: für die Autorenbeteiligung und Produktion Wide Awake (B.o.B) - 2018: für die Autorenbeteiligung und Produktion Good Feeling (Flo Rida) - 2019: für die Autorenbeteiligung und Produktion Wrecking Ball (Miley Cyrus) - Vereinigte Staaten - 2022: für die Autorenbeteiligung und Produktion I Feel It Coming (The Weeknd) - Australien - 2017: für die Autorenbeteiligung und Produktion Timber (Pitbull feat. Kesha) - Kanada - 2014: für die Autorenbeteiligung und Produktion Timber (Pitbull feat. Kesha) - 2017: für die Autorenbeteiligung und Produktion Dark Horse (Katy Perry) - 2022: für die Autorenbeteiligung und Produktion Sweet but Psycho (Ava Max) - Vereinigte Staaten - 2019: für die Autorenbeteiligung und Produktion Wrecking Ball (Miley Cyrus) - Australien - 2019: für die Autorenbeteiligung und Produktion Dark Horse (Katy Perry) - Norwegen - 2021: für die Autorenbeteiligung und Produktion Roar (Katy Perry) - Australien - 2020: für die Autorenbeteiligung und Produktion Girls Like You (Maroon 5) - Kanada - 2017: für die Autorenbeteiligung und Produktion Roar (Katy Perry) - 2020: für die Autorenbeteiligung und Produktion Girls Like You (Maroon 5) - Norwegen - 2021: für die Autorenbeteiligung und Produktion Sweet but Psycho (Ava Max) - Vereinigte Staaten - 2020: für die Autorenbeteiligung und Produktion Timber (Pitbull feat. Kesha) - Australien - 2020: für die Autorenbeteiligung und Produktion Starboy (The Weeknd) - Norwegen - 2014: für die Autorenbeteiligung und Produktion Wrecking Ball (Miley Cyrus) - Vereinigte Staaten - 2018: für die Autorenbeteiligung und Produktion Dark Horse (Katy Perry) - 2022: für die Autorenbeteiligung und Produktion Sugar (Maroon 5) - 2022: für die Autorenbeteiligung und Produktion Starboy (The Weeknd) - Australien - 2019: für die Autorenbeteiligung und Produktion Roar (Katy Perry) - Norwegen - 2014: für die Autorenbeteiligung und Produktion Timber (Pitbull feat. Kesha) - Brasilien - 2021: für die Autorenbeteiligung und Produktion Wrecking Ball (Miley Cyrus) - Deutschland - 2022: für die Autorenbeteiligung und Produktion Timber (Pitbull feat. Kesha) - 2023: für die Autorenbeteiligung und Produktion Sweet but Psycho (Ava Max) - Frankreich - 2017: für die Autorenbeteiligung und Produktion Ain’t Your Mama (Jennifer Lopez) - 2017: für die Autorenbeteiligung und Produktion Starboy (The Weeknd) - 2017: für die Autorenbeteiligung und Produktion I Feel It Coming (The Weeknd) - 2020: für die Autorenbeteiligung und Produktion Girls Like You (Maroon 5) - 2020: für die Autorenbeteiligung und Produktion Sweet but Psycho (Ava Max) - Kanada - 2019: für die Autorenbeteiligung und Produktion Starboy (The Weeknd) - Polen - 2016: für die Autorenbeteiligung und Produktion Ain’t Your Mama (Jennifer Lopez) - 2020: für die Autorenbeteiligung und Produktion Sweet but Psycho (Ava Max) - 2021: für die Autorenbeteiligung und Produktion Girls Like You (Maroon 5) - 2021: für die Autorenbeteiligung und Produktion Starboy (The Weeknd) - Vereinigte Staaten - 2016: für die Autorenbeteiligung und Produktion Sugar (Maroon 5) - 2017: für die Autorenbeteiligung und Produktion Roar (Katy Perry) - 2021: für die Autorenbeteiligung und Produktion Girls Like You (Maroon 5) - Brasilien - 2022: für die Autorenbeteiligung und Produktion Sweet but Psycho (Ava Max) |

## Auszeichnungen nach Autorenbeteiligungen und Produktionen

### Domino(Jessie J)
| Land/Region                  | Auszeichnungen für Musikverkäufe (Land/Region, Auszeichnung, Verkäufe) | Verkäufe  |
| ---------------------------- | ---------------------------------------------------------------------- | --------- |
| Australien (ARIA)            | 5× Platin                                                              | 350.000   |
| Deutschland (BVMI)           | Gold                                                                   | 150.000   |
| Frankreich (SNEP)            | —                                                                      | 58.000    |
| Italien (FIMI)               | Gold                                                                   | 15.000    |
| Neuseeland (RMNZ)            | Gold                                                                   | 7.500     |
| Schweden (IFPI)              | Platin                                                                 | 40.000    |
| Schweiz (IFPI)               | Gold                                                                   | 15.000    |
| Vereinigte Staaten (RIAA)    | Platin                                                                 | 1.000.000 |
| Vereinigtes Königreich (BPI) | 2× Platin                                                              | 1.200.000 |
| Insgesamt                    | 4× Gold · 9× Platin ·                                                  | 2.835.500 |

### Good Feeling(Flo Rida)
| Land/Region                  | Auszeichnungen für Musikverkäufe (Land/Region, Auszeichnung, Verkäufe) | Verkäufe  |
| ---------------------------- | ---------------------------------------------------------------------- | --------- |
| Australien (ARIA)            | 6× Platin                                                              | 420.000   |
| Belgien (BRMA)               | Gold                                                                   | 15.000    |
| Dänemark (IFPI)              | Gold                                                                   | 15.000    |
| Deutschland (BVMI)           | Platin                                                                 | 300.000   |
| Frankreich (SNEP)            | Gold                                                                   | 157.100   |
| Irland (IRMA)                | Platin                                                                 | 15.000    |
| Italien (FIMI)               | Platin                                                                 | 50.000    |
| Kanada (MC)                  | 5× Platin                                                              | 400.000   |
| Mexiko (AMPROFON)            | 3× Gold                                                                | 90.000    |
| Neuseeland (RMNZ)            | 2× Platin                                                              | 30.000    |
| Österreich (IFPI)            | Platin                                                                 | 30.000    |
| Schweden (IFPI)              | 4× Platin                                                              | 160.000   |
| Schweiz (IFPI)               | 2× Platin                                                              | 60.000    |
| Vereinigte Staaten (RIAA)    | 5× Platin                                                              | 5.000.000 |
| Vereinigtes Königreich (BPI) | 2× Platin                                                              | 1.200.000 |
| Insgesamt                    | 4× Gold · 31× Platin ·                                                 | 6.942.100 |

### Strange Clouds(B.o.B)
| Land/Region               | Auszeichnungen für Musikverkäufe (Land/Region, Auszeichnung, Verkäufe) | Verkäufe  |
| ------------------------- | ---------------------------------------------------------------------- | --------- |
| Kanada (MC)               | Gold                                                                   | 40.000    |
| Vereinigte Staaten (RIAA) | 2× Platin                                                              | 2.000.000 |
| Insgesamt                 | 1× Gold · 2× Platin ·                                                  | 2.040.000 |

### You da One(Rihanna)
| Land/Region                  | Auszeichnungen für Musikverkäufe (Land/Region, Auszeichnung, Verkäufe) | Verkäufe  |
| ---------------------------- | ---------------------------------------------------------------------- | --------- |
| Australien (ARIA)            | Platin                                                                 | 70.000    |
| Neuseeland (RMNZ)            | Gold                                                                   | 7.500     |
| Schweden (IFPI)              | Gold                                                                   | 20.000    |
| Vereinigte Staaten (RIAA)    | 2× Platin                                                              | 2.000.000 |
| Vereinigtes Königreich (BPI) | Gold                                                                   | 400.000   |
| Insgesamt                    | 3× Gold · 3× Platin ·                                                  | 2.497.500 |

### Hangover(Taio Cruz)
| Land/Region        | Auszeichnungen für Musikverkäufe (Land/Region, Auszeichnung, Verkäufe) | Verkäufe  |
| ------------------ | ---------------------------------------------------------------------- | --------- |
| Australien (ARIA)  | 4× Platin                                                              | 280.000   |
| Belgien (BRMA)     | Gold                                                                   | 15.000    |
| Dänemark (IFPI)    | Gold                                                                   | 15.000    |
| Deutschland (BVMI) | 2× Platin                                                              | 600.000   |
| Italien (FIMI)     | Platin                                                                 | 70.000    |
| Neuseeland (RMNZ)  | Gold                                                                   | 7.500     |
| Österreich (IFPI)  | 2× Platin                                                              | 60.000    |
| Schweden (IFPI)    | 2× Platin                                                              | 80.000    |
| Schweiz (IFPI)     | 3× Platin                                                              | 90.000    |
| Insgesamt          | 3× Gold · 14× Platin ·                                                 | 1.217.500 |

### Turn All the Lights on (T-Pain)
| Land/Region       | Auszeichnungen für Musikverkäufe (Land/Region, Auszeichnung, Verkäufe) | Verkäufe |
| ----------------- | ---------------------------------------------------------------------- | -------- |
| Australien (ARIA) | 2× Platin                                                              | 140.000  |
| Neuseeland (RMNZ) | Platin                                                                 | 15.000   |
| Insgesamt         | 3× Platin ·                                                            | 155.000  |

### Part of Me(Katy Perry)
| Land/Region                  | Auszeichnungen für Musikverkäufe (Land/Region, Auszeichnung, Verkäufe) | Verkäufe  |
| ---------------------------- | ---------------------------------------------------------------------- | --------- |
| Australien (ARIA)            | 3× Platin                                                              | 210.000   |
| Frankreich (SNEP)            | —                                                                      | 36.800    |
| Italien (FIMI)               | Gold                                                                   | 15.000    |
| Kanada (MC)                  | 3× Platin                                                              | 240.000   |
| Mexiko (AMPROFON)            | Gold                                                                   | 30.000    |
| Neuseeland (RMNZ)            | Platin                                                                 | 15.000    |
| Vereinigte Staaten (RIAA)    | 5× Platin                                                              | 5.000.000 |
| Vereinigtes Königreich (BPI) | Platin                                                                 | 600.000   |
| Insgesamt                    | 2× Gold · 13× Platin ·                                                 | 6.046.800 |

### Primadonna(Marina and the Diamonds)
| Land/Region                  | Auszeichnungen für Musikverkäufe (Land/Region, Auszeichnung, Verkäufe) | Verkäufe  |
| ---------------------------- | ---------------------------------------------------------------------- | --------- |
| Australien (ARIA)            | Platin                                                                 | 70.000    |
| Österreich (IFPI)            | Gold                                                                   | 15.000    |
| Dänemark (IFPI)              | Platin                                                                 | 30.000    |
| Irland (IRMA)                | Platin                                                                 | 15.000    |
| Neuseeland (RMNZ)            | Platin                                                                 | 15.000    |
| Vereinigtes Königreich (BPI) | Gold                                                                   | 400.000   |
| Vereinigte Staaten (RIAA)    | Platin                                                                 | 1.000.000 |
| Insgesamt                    | 2× Gold · 5× Platin ·                                                  | 1.545.000 |

### Where Have You Been (Rihanna)
| Land/Region                  | Auszeichnungen für Musikverkäufe (Land/Region, Auszeichnung, Verkäufe) | Verkäufe  |
| ---------------------------- | ---------------------------------------------------------------------- | --------- |
| Australien (ARIA)            | 3× Platin                                                              | 210.000   |
| Belgien (BRMA)               | Gold                                                                   | 15.000    |
| Dänemark (IFPI)              | Gold                                                                   | 15.000    |
| Deutschland (BVMI)           | Gold                                                                   | 150.000   |
| Frankreich (SNEP)            | —                                                                      | 115.000   |
| Italien (FIMI)               | Platin                                                                 | 30.000    |
| Neuseeland (RMNZ)            | Platin                                                                 | 15.000    |
| Schweden (IFPI)              | 2× Platin                                                              | 80.000    |
| Vereinigte Staaten (RIAA)    | 4× Platin                                                              | 4.000.000 |
| Vereinigtes Königreich (BPI) | Platin                                                                 | 600.000   |
| Insgesamt                    | 3× Gold · 12× Platin ·                                                 | 5.230.000 |

### Both of Us(B.o.B)
| Land/Region               | Auszeichnungen für Musikverkäufe (Land/Region, Auszeichnung, Verkäufe) | Verkäufe  |
| ------------------------- | ---------------------------------------------------------------------- | --------- |
| Australien (ARIA)         | Platin                                                                 | 70.000    |
| Neuseeland (RMNZ)         | Gold                                                                   | 7.500     |
| Vereinigte Staaten (RIAA) | Platin                                                                 | 1.000.000 |
| Insgesamt                 | 1× Gold · 2× Platin ·                                                  | 1.077.500 |

### Wide Awake (Katy Perry)
| Land/Region                  | Auszeichnungen für Musikverkäufe (Land/Region, Auszeichnung, Verkäufe) | Verkäufe  |
| ---------------------------- | ---------------------------------------------------------------------- | --------- |
| Australien (ARIA)            | 6× Platin                                                              | 420.000   |
| Italien (FIMI)               | Platin                                                                 | 30.000    |
| Kanada (MC)                  | 3× Platin                                                              | 240.000   |
| Mexiko (AMPROFON)            | Gold                                                                   | 30.000    |
| Neuseeland (RMNZ)            | Platin                                                                 | 15.000    |
| Vereinigte Staaten (RIAA)    | 5× Platin                                                              | 5.000.000 |
| Vereinigtes Königreich (BPI) | Gold                                                                   | 400.000   |
| Insgesamt                    | 2× Gold · 16× Platin ·                                                 | 6.135.000 |

### Va Va Voom (Nicki Minaj)
| Land/Region                  | Auszeichnungen für Musikverkäufe (Land/Region, Auszeichnung, Verkäufe) | Verkäufe  |
| ---------------------------- | ---------------------------------------------------------------------- | --------- |
| Australien (ARIA)            | Platin                                                                 | 70.000    |
| Vereinigte Staaten (RIAA)    | —                                                                      | 1.100.000 |
| Vereinigtes Königreich (BPI) | Silber                                                                 | 200.000   |
| Insgesamt                    | 1× Silber · 1× Platin ·                                                | 1.370.000 |

### Oath (Cher Lloyd)
| Land/Region               | Auszeichnungen für Musikverkäufe (Land/Region, Auszeichnung, Verkäufe) | Verkäufe |
| ------------------------- | ---------------------------------------------------------------------- | -------- |
| Neuseeland (RMNZ)         | Gold                                                                   | 7.500    |
| Vereinigte Staaten (RIAA) | Gold                                                                   | 500.000  |
| Insgesamt                 | 2× Gold ·                                                              | 507.500  |

### Die Young(Kesha)
| Land/Region                  | Auszeichnungen für Musikverkäufe (Land/Region, Auszeichnung, Verkäufe) | Verkäufe  |
| ---------------------------- | ---------------------------------------------------------------------- | --------- |
| Australien (ARIA)            | 5× Platin                                                              | 350.000   |
| Deutschland (BVMI)           | Gold                                                                   | 150.000   |
| Italien (FIMI)               | Platin                                                                 | 30.000    |
| Kanada (MC)                  | Platin                                                                 | 80.000    |
| Mexiko (AMPROFON)            | Platin                                                                 | 60.000    |
| Neuseeland (RMNZ)            | Platin                                                                 | 15.000    |
| Schweden (IFPI)              | Platin                                                                 | 40.000    |
| Vereinigte Staaten (RIAA)    | 4× Platin                                                              | 4.000.000 |
| Vereinigtes Königreich (BPI) | Platin                                                                 | 600.000   |
| Insgesamt                    | 1× Gold · 15× Platin ·                                                 | 5.325.000 |

### C’mon (Kesha)
| Land/Region               | Auszeichnungen für Musikverkäufe (Land/Region, Auszeichnung, Verkäufe) | Verkäufe  |
| ------------------------- | ---------------------------------------------------------------------- | --------- |
| Australien (ARIA)         | Platin                                                                 | 70.000    |
| Vereinigte Staaten (RIAA) | Platin                                                                 | 1.000.000 |
| Insgesamt                 | 2× Platin ·                                                            | 1.070.000 |

### Rock Me (One Direction)
| Land/Region       | Auszeichnungen für Musikverkäufe (Land/Region, Auszeichnung, Verkäufe) | Verkäufe |
| ----------------- | ---------------------------------------------------------------------- | -------- |
| Mexiko (AMPROFON) | Gold                                                                   | 30.000   |
| Insgesamt         | 1× Gold ·                                                              | 30.000   |

### How to Be a Heartbreaker (Marina and the Diamonds)
| Land/Region                  | Auszeichnungen für Musikverkäufe (Land/Region, Auszeichnung, Verkäufe) | Verkäufe  |
| ---------------------------- | ---------------------------------------------------------------------- | --------- |
| Vereinigtes Königreich (BPI) | Silber                                                                 | 200.000   |
| Vereinigte Staaten (RIAA)    | Platin                                                                 | 1.000.000 |
| Insgesamt                    | 1× Silber · 1× Platin ·                                                | 1.200.000 |

### Fall Down (Will.i.am)
| Land/Region       | Auszeichnungen für Musikverkäufe (Land/Region, Auszeichnung, Verkäufe) | Verkäufe |
| ----------------- | ---------------------------------------------------------------------- | -------- |
| Australien (ARIA) | Platin                                                                 | 70.000   |
| Neuseeland (RMNZ) | Gold                                                                   | 7.500    |
| Schweden (IFPI)   | Gold                                                                   | 20.000   |
| Insgesamt         | 2× Gold · 1× Platin ·                                                  | 97.500   |

### Crazy Kids (Kesha)
| Land/Region               | Auszeichnungen für Musikverkäufe (Land/Region, Auszeichnung, Verkäufe) | Verkäufe  |
| ------------------------- | ---------------------------------------------------------------------- | --------- |
| Australien (ARIA)         | Platin                                                                 | 70.000    |
| Vereinigte Staaten (RIAA) | Platin                                                                 | 1.000.000 |
| Insgesamt                 | 2× Platin ·                                                            | 1.070.000 |

### Walks Like Rihanna (The Wanted)
| Land/Region                  | Auszeichnungen für Musikverkäufe (Land/Region, Auszeichnung, Verkäufe) | Verkäufe |
| ---------------------------- | ---------------------------------------------------------------------- | -------- |
| Vereinigtes Königreich (BPI) | Silber                                                                 | 200.000  |
| Insgesamt                    | 1× Silber ·                                                            | 200.000  |

### Bounce It (Juicy J)
| Land/Region               | Auszeichnungen für Musikverkäufe (Land/Region, Auszeichnung, Verkäufe) | Verkäufe |
| ------------------------- | ---------------------------------------------------------------------- | -------- |
| Vereinigte Staaten (RIAA) | Gold                                                                   | 500.000  |
| Insgesamt                 | 1× Gold ·                                                              | 500.000  |

### Give It 2 U (Robin Thicke)
| Land/Region       | Auszeichnungen für Musikverkäufe (Land/Region, Auszeichnung, Verkäufe) | Verkäufe |
| ----------------- | ---------------------------------------------------------------------- | -------- |
| Australien (ARIA) | Gold                                                                   | 35.000   |
| Insgesamt         | 1× Gold ·                                                              | 35.000   |

### Roar(Katy Perry)
| Land/Region                  | Auszeichnungen für Musikverkäufe (Land/Region, Auszeichnung, Verkäufe) | Verkäufe   |
| ---------------------------- | ---------------------------------------------------------------------- | ---------- |
| Australien (ARIA)            | 15× Platin                                                             | 1.050.000  |
| Belgien (BRMA)               | Gold                                                                   | 15.000     |
| Dänemark (IFPI)              | Gold                                                                   | 15.000     |
| Deutschland (BVMI)           | 3× Gold                                                                | 450.000    |
| Frankreich (SNEP)            | —                                                                      | 105.000    |
| Italien (FIMI)               | 2× Platin                                                              | 60.000     |
| Kanada (MC)                  | 9× Platin                                                              | 720.000    |
| Mexiko (AMPROFON)            | 5× Gold                                                                | 150.000    |
| Neuseeland (RMNZ)            | 4× Platin                                                              | 60.000     |
| Norwegen (IFPI)              | 8× Platin                                                              | 480.000    |
| Österreich (IFPI)            | Platin                                                                 | 30.000     |
| Schweden (IFPI)              | 4× Platin                                                              | 160.000    |
| Vereinigte Staaten (RIAA)    | Diamant                                                                | 10.000.000 |
| Vereinigtes Königreich (BPI) | 3× Platin                                                              | 2.160.000  |
| Insgesamt                    | 4× Gold · 49× Platin · 1× Diamant ·                                    | 15.455.000 |

### Wrecking Ball(Miley Cyrus)
| Land/Region                  | Auszeichnungen für Musikverkäufe (Land/Region, Auszeichnung, Verkäufe) | Verkäufe   |
| ---------------------------- | ---------------------------------------------------------------------- | ---------- |
| Australien (ARIA)            | 6× Platin                                                              | 420.000    |
| Belgien (BRMA)               | Gold                                                                   | 15.000     |
| Brasilien (PMB)              | Diamant                                                                | 160.000    |
| Dänemark (IFPI)              | Gold                                                                   | 15.000     |
| Deutschland (BVMI)           | Platin                                                                 | 300.000    |
| Finnland (IFPI)              | —                                                                      | 60.394     |
| Frankreich (SNEP)            | —                                                                      | 88.200     |
| Italien (FIMI)               | 2× Platin                                                              | 60.000     |
| Kanada (MC)                  | 4× Platin                                                              | 320.000    |
| Mexiko (AMPROFON)            | 9× Gold                                                                | 270.000    |
| Neuseeland (RMNZ)            | Platin                                                                 | 15.000     |
| Niederlande (NVPI)           | Platin                                                                 | 20.000     |
| Norwegen (IFPI)              | 11× Platin                                                             | 110.000    |
| Österreich (IFPI)            | Gold                                                                   | 15.000     |
| Portugal (AFP)               | Gold                                                                   | 5.000      |
| Schweden (IFPI)              | 3× Platin                                                              | 120.000    |
| Schweiz (IFPI)               | Platin                                                                 | 30.000     |
| Spanien (Promusicae)         | Gold                                                                   | 20.000     |
| Vereinigte Staaten (RIAA)    | 7× Platin                                                              | 7.000.000  |
| Vereinigtes Königreich (BPI) | 2× Platin                                                              | 1.200.000  |
| Insgesamt                    | 6× Gold · 43× Platin · 1× Diamant ·                                    | 10.243.594 |

### Timber(Pitbullfeat.Kesha)
| Land/Region                  | Auszeichnungen für Musikverkäufe (Land/Region, Auszeichnung, Verkäufe) | Verkäufe   |
| ---------------------------- | ---------------------------------------------------------------------- | ---------- |
| Australien (ARIA)            | 7× Platin                                                              | 490.000    |
| Belgien (BRMA)               | Gold                                                                   | 15.000     |
| Dänemark (IFPI)              | Gold                                                                   | 15.000     |
| Frankreich (SNEP)            | Gold                                                                   | 66.666     |
| Deutschland (BVMI)           | Diamant                                                                | 1.000.000  |
| Italien (FIMI)               | 3× Platin                                                              | 90.000     |
| Japan (RIAJ)                 | Gold                                                                   | 100.000    |
| Kanada (MC)                  | 7× Platin                                                              | 560.000    |
| Mexiko (AMPROFON)            | 2× Platin                                                              | 120.000    |
| Neuseeland (RMNZ)            | 2× Platin                                                              | 30.000     |
| Norwegen (IFPI)              | 15× Platin                                                             | 150.000    |
| Österreich (IFPI)            | Platin                                                                 | 30.000     |
| Schweden (IFPI)              | Platin                                                                 | 40.000     |
| Schweiz (IFPI)               | Platin                                                                 | 30.000     |
| Spanien (Promusicae)         | 2× Platin                                                              | 80.000     |
| Vereinigte Staaten (RIAA)    | 9× Platin                                                              | 9.000.000  |
| Vereinigtes Königreich (BPI) | 3× Platin                                                              | 1.800.000  |
| Insgesamt                    | 4× Gold · 53× Platin · 1× Diamant ·                                    | 13.616.666 |

### Unconditionally(Katy Perry)
| Land/Region                  | Auszeichnungen für Musikverkäufe (Land/Region, Auszeichnung, Verkäufe) | Verkäufe  |
| ---------------------------- | ---------------------------------------------------------------------- | --------- |
| Australien (ARIA)            | Platin                                                                 | 70.000    |
| Deutschland (BVMI)           | Gold                                                                   | 150.000   |
| Italien (FIMI)               | Platin                                                                 | 30.000    |
| Kanada (MC)                  | Platin                                                                 | 80.000    |
| Norwegen (IFPI)              | Platin                                                                 | 60.000    |
| Schweden (IFPI)              | Gold                                                                   | 20.000    |
| Vereinigte Staaten (RIAA)    | 2× Platin                                                              | 2.000.000 |
| Vereinigtes Königreich (BPI) | Silber                                                                 | 200.000   |
| Insgesamt                    | 1× Silber · 2× Gold · 6× Platin ·                                      | 2.610.000 |

### Dark Horse(Katy Perry)
| Land/Region                  | Auszeichnungen für Musikverkäufe (Land/Region, Auszeichnung, Verkäufe) | Verkäufe   |
| ---------------------------- | ---------------------------------------------------------------------- | ---------- |
| Australien (ARIA)            | 8× Platin                                                              | 560.000    |
| Belgien (BRMA)               | Gold                                                                   | 15.000     |
| Deutschland (BVMI)           | 3× Gold                                                                | 450.000    |
| Frankreich (SNEP)            | —                                                                      | 75.000     |
| Italien (FIMI)               | 3× Platin                                                              | 90.000     |
| Kanada (MC)                  | 7× Platin                                                              | 560.000    |
| Mexiko (AMPROFON)            | 2× Platin                                                              | 120.000    |
| Neuseeland (RMNZ)            | 2× Platin                                                              | 30.000     |
| Norwegen (IFPI)              | 5× Platin                                                              | 300.000    |
| Portugal (AFP)               | Gold                                                                   | 5.000      |
| Schweden (IFPI)              | 4× Platin                                                              | 160.000    |
| Spanien (Promusicae)         | Platin                                                                 | 40.000     |
| Vereinigte Staaten (RIAA)    | 11× Platin                                                             | 11.000.000 |
| Vereinigtes Königreich (BPI) | 2× Platin                                                              | 1.200.000  |
| Insgesamt                    | 3× Gold · 36× Platin · 1× Diamant ·                                    | 14.605.000 |

### Wild Wild Love(Pitbull)
| Land/Region                  | Auszeichnungen für Musikverkäufe (Land/Region, Auszeichnung, Verkäufe) | Verkäufe |
| ---------------------------- | ---------------------------------------------------------------------- | -------- |
| Australien (ARIA)            | Platin                                                                 | 70.000   |
| Kanada (MC)                  | Platin                                                                 | 80.000   |
| Vereinigtes Königreich (BPI) | Silber                                                                 | 200.000  |
| Insgesamt                    | 1× Silber · 2× Platin ·                                                | 350.000  |

### Dare (La La La) (Shakira)
| Land/Region               | Auszeichnungen für Musikverkäufe (Land/Region, Auszeichnung, Verkäufe) | Verkäufe  |
| ------------------------- | ---------------------------------------------------------------------- | --------- |
| Brasilien (PMB)           | 3× Platin                                                              | 120.000   |
| Deutschland (BVMI)        | Gold                                                                   | 150.000   |
| Frankreich (SNEP)         | —                                                                      | 45.600    |
| Italien (FIMI)            | Platin                                                                 | 30.000    |
| Mexiko (AMPROFON)         | Gold                                                                   | 30.000    |
| Schweiz (IFPI)            | Gold                                                                   | 15.000    |
| Vereinigte Staaten (RIAA) | Platin                                                                 | 1.000.000 |
| Insgesamt                 | 3× Gold · 5× Platin ·                                                  | 1.360.600 |

### Birthday (Katy Perry)
| Land/Region                  | Auszeichnungen für Musikverkäufe (Land/Region, Auszeichnung, Verkäufe) | Verkäufe  |
| ---------------------------- | ---------------------------------------------------------------------- | --------- |
| Australien (ARIA)            | Platin                                                                 | 70.000    |
| Italien (FIMI)               | Gold                                                                   | 15.000    |
| Kanada (MC)                  | Platin                                                                 | 80.000    |
| Norwegen (IFPI)              | Gold                                                                   | 30.000    |
| Vereinigte Staaten (RIAA)    | Platin                                                                 | 1.000.000 |
| Vereinigtes Königreich (BPI) | Silber                                                                 | 200.000   |
| Insgesamt                    | 1× Silber · 2× Gold · 3× Platin ·                                      | 1.395.000 |

### Shower (Becky G)
| Land/Region                  | Auszeichnungen für Musikverkäufe (Land/Region, Auszeichnung, Verkäufe) | Verkäufe  |
| ---------------------------- | ---------------------------------------------------------------------- | --------- |
| Australien (ARIA)            | 2× Platin                                                              | 140.000   |
| Italien (FIMI)               | Gold                                                                   | 25.000    |
| Kanada (MC)                  | Platin                                                                 | 80.000    |
| Niederlande (NVPI)           | Platin                                                                 | 30.000    |
| Norwegen (IFPI)              | 2× Platin                                                              | 20.000    |
| Schweden (IFPI)              | 2× Platin                                                              | 80.000    |
| Spanien (Promusicae)         | Gold                                                                   | 20.000    |
| Vereinigte Staaten (RIAA)    | 2× Platin                                                              | 2.000.000 |
| Vereinigtes Königreich (BPI) | Silber                                                                 | 200.000   |
| Insgesamt                    | 1× Silber · 2× Gold · 10× Platin ·                                     | 2.595.000 |

### Pills n Potions (Nicki Minaj)
| Land/Region                  | Auszeichnungen für Musikverkäufe (Land/Region, Auszeichnung, Verkäufe) | Verkäufe |
| ---------------------------- | ---------------------------------------------------------------------- | -------- |
| Australien (ARIA)            | Platin                                                                 | 70.000   |
| Vereinigtes Königreich (BPI) | Silber                                                                 | 200.000  |
| Insgesamt                    | 1× Silber · 1× Platin ·                                                | 270.000  |

### Ugly Heart (G.R.L.)
| Land/Region                  | Auszeichnungen für Musikverkäufe (Land/Region, Auszeichnung, Verkäufe) | Verkäufe |
| ---------------------------- | ---------------------------------------------------------------------- | -------- |
| Australien (ARIA)            | 4× Platin                                                              | 280.000  |
| Neuseeland (RMNZ)            | Platin                                                                 | 15.000   |
| Vereinigtes Königreich (BPI) | Platin                                                                 | 600.000  |
| Insgesamt                    | 6× Platin ·                                                            | 895.000  |

### She Knows (Ne-Yo)
| Land/Region                  | Auszeichnungen für Musikverkäufe (Land/Region, Auszeichnung, Verkäufe) | Verkäufe  |
| ---------------------------- | ---------------------------------------------------------------------- | --------- |
| Vereinigte Staaten (RIAA)    | Platin                                                                 | 1.000.000 |
| Vereinigtes Königreich (BPI) | Silber                                                                 | 200.000   |
| Insgesamt                    | 1× Platin ·                                                            | 1.200.000 |

### Can’t Stop Dancin’ (Becky G)
| Land/Region     | Auszeichnungen für Musikverkäufe (Land/Region, Auszeichnung, Verkäufe) | Verkäufe |
| --------------- | ---------------------------------------------------------------------- | -------- |
| Norwegen (IFPI) | Platin                                                                 | 60.000   |
| Insgesamt       | 1× Platin ·                                                            | 60.000   |

### I Don’t Mind (Usher)
| Land/Region                  | Auszeichnungen für Musikverkäufe (Land/Region, Auszeichnung, Verkäufe) | Verkäufe  |
| ---------------------------- | ---------------------------------------------------------------------- | --------- |
| Australien (ARIA)            | Platin                                                                 | 70.000    |
| Dänemark (IFPI)              | Gold                                                                   | 30.000    |
| Vereinigte Staaten (RIAA)    | 2× Platin                                                              | 2.000.000 |
| Vereinigtes Königreich (BPI) | Platin                                                                 | 600.000   |
| Insgesamt                    | 1× Gold · 4× Platin ·                                                  | 2.700.000 |

### Sugar (Maroon 5)
| Land/Region                  | Auszeichnungen für Musikverkäufe (Land/Region, Auszeichnung, Verkäufe) | Verkäufe   |
| ---------------------------- | ---------------------------------------------------------------------- | ---------- |
| Australien (ARIA)            | 3× Platin                                                              | 210.000    |
| Belgien (BRMA)               | Gold                                                                   | 15.000     |
| Dänemark (IFPI)              | 2× Platin                                                              | 120.000    |
| Deutschland (BVMI)           | Gold                                                                   | 200.000    |
| Frankreich (SNEP)            | Gold                                                                   | 75.000     |
| Italien (FIMI)               | 3× Platin                                                              | 150.000    |
| Japan (RIAJ)                 | Platin                                                                 | 250.000    |
| Kanada (MC)                  | Platin                                                                 | 340.000    |
| Mexiko (AMPROFON)            | Diamant · + 5× Gold                                                    | 450.000    |
| Neuseeland (RMNZ)            | 2× Platin                                                              | 30.000     |
| Polen (ZPAV)                 | 3× Platin                                                              | 60.000     |
| Schweden (IFPI)              | 2× Platin                                                              | 80.000     |
| Spanien (Promusicae)         | Platin                                                                 | 40.000     |
| Vereinigte Staaten (RIAA)    | 11× Platin                                                             | 11.000.000 |
| Vereinigtes Königreich (BPI) | 3× Platin                                                              | 1.800.000  |
| Insgesamt                    | 4× Gold · 24× Platin · 2× Diamant ·                                    | 14.870.000 |

### Lighthouse (G.R.L.)
| Land/Region       | Auszeichnungen für Musikverkäufe (Land/Region, Auszeichnung, Verkäufe) | Verkäufe |
| ----------------- | ---------------------------------------------------------------------- | -------- |
| Neuseeland (RMNZ) | Gold                                                                   | 7.500    |
| Insgesamt         | 6× Platin ·                                                            | 895.000  |

### The Night Is Still Young (Nicki Minaj)
| Land/Region                  | Auszeichnungen für Musikverkäufe (Land/Region, Auszeichnung, Verkäufe) | Verkäufe  |
| ---------------------------- | ---------------------------------------------------------------------- | --------- |
| Schweden (IFPI)              | Gold                                                                   | 20.000    |
| Vereinigte Staaten (RIAA)    | Platin                                                                 | 1.000.000 |
| Vereinigtes Königreich (BPI) | Silber                                                                 | 200.000   |
| Insgesamt                    | 1× Silber · 1× Gold · 1× Platin ·                                      | 1.220.000 |

### Locked Away (R. City)
| Land/Region                  | Auszeichnungen für Musikverkäufe (Land/Region, Auszeichnung, Verkäufe) | Verkäufe  |
| ---------------------------- | ---------------------------------------------------------------------- | --------- |
| Australien (ARIA)            | 3× Platin                                                              | 210.000   |
| Belgien (BRMA)               | Platin                                                                 | 30.000    |
| Dänemark (IFPI)              | Platin                                                                 | 60.000    |
| Deutschland (BVMI)           | Gold                                                                   | 200.000   |
| Italien (FIMI)               | 4× Platin                                                              | 200.000   |
| Kanada (MC)                  | 2× Platin                                                              | 160.000   |
| Mexiko (AMPROFON)            | Gold                                                                   | 30.000    |
| Neuseeland (RMNZ)            | Platin                                                                 | 15.000    |
| Norwegen (IFPI)              | Platin                                                                 | 10.000    |
| Österreich (IFPI)            | Gold                                                                   | 15.000    |
| Polen (ZPAV)                 | 4× Platin                                                              | 80.000    |
| Schweden (IFPI)              | 3× Platin                                                              | 120.000   |
| Spanien (Promusicae)         | Platin                                                                 | 40.000    |
| Südafrika (RISA)             | Gold                                                                   | 10.000    |
| Vereinigte Staaten (RIAA)    | Platin                                                                 | 1.000.000 |
| Vereinigtes Königreich (BPI) | Platin                                                                 | 600.000   |
| Insgesamt                    | 4× Gold · 23× Platin ·                                                 | 2.780.000 |

### Whip It! (Lunchmoney Lewis)
| Land/Region       | Auszeichnungen für Musikverkäufe (Land/Region, Auszeichnung, Verkäufe) | Verkäufe |
| ----------------- | ---------------------------------------------------------------------- | -------- |
| Australien (ARIA) | 2× Platin                                                              | 140.000  |
| Insgesamt         | 2× Platin ·                                                            | 140.000  |

### Ain’t Your Mama(Jennifer Lopez)
| Land/Region               | Auszeichnungen für Musikverkäufe (Land/Region, Auszeichnung, Verkäufe) | Verkäufe  |
| ------------------------- | ---------------------------------------------------------------------- | --------- |
| Dänemark (IFPI)           | Platin                                                                 | 90.000    |
| Deutschland (BVMI)        | Platin                                                                 | 400.000   |
| Frankreich (SNEP)         | Diamant                                                                | 250.000   |
| Italien (FIMI)            | 2× Platin                                                              | 100.000   |
| Mexiko (AMPROFON)         | Platin                                                                 | 60.000    |
| Österreich (IFPI)         | Gold                                                                   | 15.000    |
| Polen (ZPAV)              | Diamant                                                                | 100.000   |
| Spanien (Promusicae)      | 3× Platin                                                              | 120.000   |
| Vereinigte Staaten (RIAA) | Gold                                                                   | 500.000   |
| Insgesamt                 | 2× Gold · 8× Platin · 2× Diamant ·                                     | 1.625.000 |

### Starboy (The Weeknd)
| Land/Region                  | Auszeichnungen für Musikverkäufe (Land/Region, Auszeichnung, Verkäufe) | Verkäufe   |
| ---------------------------- | ---------------------------------------------------------------------- | ---------- |
| Australien (ARIA)            | 10× Platin                                                             | 700.000    |
| Belgien (BRMA)               | 2× Platin                                                              | 60.000     |
| Brasilien (PMB)              | 5× Platin                                                              | 200.000    |
| Dänemark (IFPI)              | 3× Platin                                                              | 270.000    |
| Deutschland (BVMI)           | 3× Gold                                                                | 600.000    |
| Finnland (IFPI)              | 5× Platin                                                              | 200.000    |
| Frankreich (SNEP)            | Diamant                                                                | 233.333    |
| Griechenland (IFPI)          | Platin                                                                 | 20.000     |
| Italien (FIMI)               | 3× Platin                                                              | 150.000    |
| Kanada (MC)                  | Diamant                                                                | 800.000    |
| Mexiko (AMPROFON)            | 3× Gold                                                                | 90.000     |
| Neuseeland (RMNZ)            | 2× Platin                                                              | 60.000     |
| Norwegen (IFPI)              | 3× Platin                                                              | 30.000     |
| Polen (ZPAV)                 | Diamant                                                                | 250.000    |
| Portugal (AFP)               | 4× Platin                                                              | 40.000     |
| Schweden (IFPI)              | 4× Platin                                                              | 160.000    |
| Spanien (Promusicae)         | 2× Platin                                                              | 80.000     |
| Vereinigte Staaten (RIAA)    | 11× Platin                                                             | 11.000.000 |
| Vereinigtes Königreich (BPI) | 3× Platin                                                              | 2.000.000  |
| Insgesamt                    | 2× Gold · 50× Platin · 4× Diamant ·                                    | 16.943.333 |

### I Feel It Coming (The Weeknd)
| Land/Region                  | Auszeichnungen für Musikverkäufe (Land/Region, Auszeichnung, Verkäufe) | Verkäufe  |
| ---------------------------- | ---------------------------------------------------------------------- | --------- |
| Australien (ARIA)            | 3× Platin                                                              | 210.000   |
| Belgien (BRMA)               | Platin                                                                 | 30.000    |
| Brasilien (PMB)              | 2× Platin                                                              | 80.000    |
| Dänemark (IFPI)              | 3× Platin                                                              | 270.000   |
| Deutschland (BVMI)           | Platin                                                                 | 400.000   |
| Frankreich (SNEP)            | Diamant                                                                | 233.333   |
| Italien (FIMI)               | 3× Platin                                                              | 150.000   |
| Kanada (MC)                  | 5× Platin                                                              | 400.000   |
| Mexiko (AMPROFON)            | Gold                                                                   | 30.000    |
| Neuseeland (RMNZ)            | Platin                                                                 | 30.000    |
| Norwegen (IFPI)              | Platin                                                                 | 10.000    |
| Polen (ZPAV)                 | 3× Platin                                                              | 150.000   |
| Portugal (AFP)               | 3× Platin                                                              | 30.000    |
| Schweden (IFPI)              | 3× Platin                                                              | 120.000   |
| Spanien (Promusicae)         | Platin                                                                 | 40.000    |
| Vereinigte Staaten (RIAA)    | 6× Platin                                                              | 6.000.000 |
| Vereinigtes Königreich (BPI) | 2× Platin                                                              | 1.200.000 |
| Insgesamt                    | 38× Platin · 1× Diamant ·                                              | 9.383.333 |

### Six Feet Under (The Weeknd)
| Land/Region                  | Auszeichnungen für Musikverkäufe (Land/Region, Auszeichnung, Verkäufe) | Verkäufe  |
| ---------------------------- | ---------------------------------------------------------------------- | --------- |
| Kanada (MC)                  | Platin                                                                 | 80.000    |
| Vereinigte Staaten (RIAA)    | Platin                                                                 | 1.000.000 |
| Vereinigtes Königreich (BPI) | Silber                                                                 | 200.000   |
| Insgesamt                    | 1× Silber · 2× Platin ·                                                | 1.280.000 |

### Secrets (The Weeknd)
| Land/Region                  | Auszeichnungen für Musikverkäufe (Land/Region, Auszeichnung, Verkäufe) | Verkäufe  |
| ---------------------------- | ---------------------------------------------------------------------- | --------- |
| Kanada (MC)                  | Platin                                                                 | 80.000    |
| Vereinigte Staaten (RIAA)    | Platin                                                                 | 1.000.000 |
| Vereinigtes Königreich (BPI) | Silber                                                                 | 200.000   |
| Insgesamt                    | 1× Silber · 2× Platin ·                                                | 1.280.000 |

### Ordinary Life (The Weeknd)
| Land/Region | Auszeichnungen für Musikverkäufe (Land/Region, Auszeichnung, Verkäufe) | Verkäufe |
| ----------- | ---------------------------------------------------------------------- | -------- |
| Kanada (MC) | Gold                                                                   | 40.000   |
| Insgesamt   | 1× Gold ·                                                              | 40.000   |

### Nothing Without You (The Weeknd)
| Land/Region | Auszeichnungen für Musikverkäufe (Land/Region, Auszeichnung, Verkäufe) | Verkäufe |
| ----------- | ---------------------------------------------------------------------- | -------- |
| Kanada (MC) | Gold                                                                   | 80.000   |
| Insgesamt   | 1× Gold ·                                                              | 40.000   |

### Creep on Me (Gashi)
| Land/Region       | Auszeichnungen für Musikverkäufe (Land/Region, Auszeichnung, Verkäufe) | Verkäufe |
| ----------------- | ---------------------------------------------------------------------- | -------- |
| Australien (ARIA) | Gold                                                                   | 35.000   |
| Schweiz (IFPI)    | Gold                                                                   | 10.000   |
| Insgesamt         | 2× Gold ·                                                              | 45.000   |

### Girls Like You (Maroon 5)
| Land/Region                  | Auszeichnungen für Musikverkäufe (Land/Region, Auszeichnung, Verkäufe) | Verkäufe   |
| ---------------------------- | ---------------------------------------------------------------------- | ---------- |
| Australien (ARIA)            | 9× Platin                                                              | 630.000    |
| Belgien (BRMA)               | Gold                                                                   | 20.000     |
| Brasilien (PMB)              | 3× Platin                                                              | 120.000    |
| Dänemark (IFPI)              | 2× Platin                                                              | 180.000    |
| Deutschland (BVMI)           | Platin                                                                 | 400.000    |
| Frankreich (SNEP)            | Diamant                                                                | 333.333    |
| Italien (FIMI)               | 3× Platin                                                              | 150.000    |
| Kanada (MC)                  | 9× Platin                                                              | 720.000    |
| Mexiko (AMPROFON)            | 5× Gold                                                                | 150.000    |
| Neuseeland (RMNZ)            | 2× Platin                                                              | 60.000     |
| Polen (ZPAV)                 | Diamant                                                                | 250.000    |
| Portugal (AFP)               | 3× Platin                                                              | 30.000     |
| Schweden (IFPI)              | Platin                                                                 | 80.000     |
| Spanien (Promusicae)         | 2× Platin                                                              | 80.000     |
| Vereinigte Staaten (RIAA)    | Diamant                                                                | 10.000.000 |
| Vereinigtes Königreich (BPI) | 2× Platin                                                              | 1.560.000  |
| Insgesamt                    | 2× Gold · 39× Platin · 3× Diamant ·                                    | 14.763.333 |

### All Night (Big Boi)
| Land/Region               | Auszeichnungen für Musikverkäufe (Land/Region, Auszeichnung, Verkäufe) | Verkäufe |
| ------------------------- | ---------------------------------------------------------------------- | -------- |
| Frankreich (SNEP)         | Gold                                                                   | 75.000   |
| Vereinigte Staaten (RIAA) | Gold                                                                   | 500.000  |
| Insgesamt                 | 2× Gold ·                                                              | 575.000  |

### Into Your Arms (Witt Lowry)
| Land/Region     | Auszeichnungen für Musikverkäufe (Land/Region, Auszeichnung, Verkäufe) | Verkäufe |
| --------------- | ---------------------------------------------------------------------- | -------- |
| Norwegen (IFPI) | Gold                                                                   | 30.000   |
| Insgesamt       | 1× Gold ·                                                              | 30.000   |

### Sweet but Psycho(Ava Max)
| Land/Region                  | Auszeichnungen für Musikverkäufe (Land/Region, Auszeichnung, Verkäufe) | Verkäufe   |
| ---------------------------- | ---------------------------------------------------------------------- | ---------- |
| Australien (ARIA)            | 5× Platin                                                              | 350.000    |
| Belgien (BRMA)               | 2× Platin                                                              | 80.000     |
| Brasilien (PMB)              | 2× Diamant                                                             | 320.000    |
| Dänemark (IFPI)              | 3× Platin                                                              | 270.000    |
| Deutschland (BVMI)           | Diamant                                                                | 1.000.000  |
| Finnland (IFPI)              | 3× Platin                                                              | 120.000    |
| Frankreich (SNEP)            | Diamant                                                                | 333.333    |
| Italien (FIMI)               | 3× Platin                                                              | 150.000    |
| Kanada (MC)                  | 7× Platin                                                              | 560.000    |
| Neuseeland (RMNZ)            | Platin                                                                 | 30.000     |
| Niederlande (NVPI)           | 2× Platin                                                              | 160.000    |
| Norwegen (IFPI)              | 9× Platin                                                              | 540.000    |
| Österreich (IFPI)            | 3× Platin                                                              | 90.000     |
| Polen (ZPAV)                 | Diamant                                                                | 100.000    |
| Portugal (AFP)               | 2× Platin                                                              | 20.000     |
| Schweden (IFPI)              | Gold                                                                   | 40.000     |
| Schweiz (IFPI)               | 4× Platin                                                              | 80.000     |
| Singapur (RIAS)              | Gold                                                                   | 5.000      |
| Spanien (Promusicae)         | Platin                                                                 | 40.000     |
| Taiwan (RIT)                 | Platin                                                                 | 10.000     |
| Vereinigte Staaten (RIAA)    | 4× Platin                                                              | 4.000.000  |
| Vereinigtes Königreich (BPI) | 3× Platin                                                              | 2.000.000  |
| Insgesamt                    | 2× Gold · 53× Platin · 5× Diamant ·                                    | 10.298.333 |

### So Am I(Ava Max)
| Land/Region                  | Auszeichnungen für Musikverkäufe (Land/Region, Auszeichnung, Verkäufe) | Verkäufe  |
| ---------------------------- | ---------------------------------------------------------------------- | --------- |
| Australien (ARIA)            | 2× Platin                                                              | 140.000   |
| Belgien (BRMA)               | Gold                                                                   | 20.000    |
| Brasilien (PMB)              | 2× Platin                                                              | 80.000    |
| Dänemark (IFPI)              | Platin                                                                 | 90.000    |
| Deutschland (BVMI)           | Gold                                                                   | 200.000   |
| Finnland (IFPI)              | Platin                                                                 | 40.000    |
| Frankreich (SNEP)            | Gold                                                                   | 100.000   |
| Italien (FIMI)               | Gold                                                                   | 35.000    |
| Kanada (MC)                  | Platin                                                                 | 80.000    |
| Norwegen (IFPI)              | 3× Platin                                                              | 180.000   |
| Österreich (IFPI)            | Platin                                                                 | 30.000    |
| Polen (ZPAV)                 | 3× Platin                                                              | 60.000    |
| Portugal (AFP)               | Gold                                                                   | 5.000     |
| Schweiz (IFPI)               | Platin                                                                 | 20.000    |
| Taiwan (RIT)                 | Gold                                                                   | 5.000     |
| Vereinigte Staaten (RIAA)    | Gold                                                                   | 500.000   |
| Vereinigtes Königreich (BPI) | Platin                                                                 | 600.000   |
| Insgesamt                    | 7× Gold · 16× Platin ·                                                 | 2.185.000 |

### Torn (Ava Max)
| Land/Region       | Auszeichnungen für Musikverkäufe (Land/Region, Auszeichnung, Verkäufe) | Verkäufe |
| ----------------- | ---------------------------------------------------------------------- | -------- |
| Brasilien (PMB)   | Platin                                                                 | 40.000   |
| Finnland (IFPI)   | Platin                                                                 | 40.000   |
| Frankreich (SNEP) | Gold                                                                   | 100.000  |
| Italien (FIMI)    | Gold                                                                   | 35.000   |
| Österreich (IFPI) | Gold                                                                   | 15.000   |
| Polen (ZPAV)      | 2× Platin                                                              | 40.000   |
| Schweiz (IFPI)    | Gold                                                                   | 10.000   |
| Insgesamt         | 4× Gold · 4× Platin ·                                                  | 280.000  |

### Tabú (Pablo Alborán & Ava Max)
| Land/Region          | Auszeichnungen für Musikverkäufe (Land/Region, Auszeichnung, Verkäufe) | Verkäufe |
| -------------------- | ---------------------------------------------------------------------- | -------- |
| Peru (UNIMPRO)       | Gold                                                                   | 3.000    |
| Spanien (Promusicae) | 2× Platin                                                              | 80.000   |
| Insgesamt            | 1× Gold · 2× Platin ·                                                  | 83.000   |

### Salt(Ava Max)
| Land/Region               | Auszeichnungen für Musikverkäufe (Land/Region, Auszeichnung, Verkäufe) | Verkäufe  |
| ------------------------- | ---------------------------------------------------------------------- | --------- |
| Brasilien (PMB)           | Platin                                                                 | 40.000    |
| Dänemark (IFPI)           | Platin                                                                 | 90.000    |
| Deutschland (BVMI)        | Gold                                                                   | 200.000   |
| Finnland (IFPI)           | Platin                                                                 | 40.000    |
| Frankreich (SNEP)         | Gold                                                                   | 100.000   |
| Kanada (MC)               | Platin                                                                 | 80.000    |
| Norwegen (IFPI)           | 4× Platin                                                              | 240.000   |
| Österreich (IFPI)         | Platin                                                                 | 30.000    |
| Polen (ZPAV)              | 4× Platin                                                              | 200.000   |
| Vereinigte Staaten (RIAA) | Gold                                                                   | 500.000   |
| Insgesamt                 | 3× Gold · 13× Platin ·                                                 | 1.520.000 |

### Kings & Queens(Ava Max)
| Land/Region                  | Auszeichnungen für Musikverkäufe (Land/Region, Auszeichnung, Verkäufe) | Verkäufe  |
| ---------------------------- | ---------------------------------------------------------------------- | --------- |
| Belgien (BRMA)               | Platin                                                                 | 40.000    |
| Brasilien (PMB)              | 3× Platin                                                              | 120.000   |
| Dänemark (IFPI)              | Gold                                                                   | 45.000    |
| Deutschland (BVMI)           | Platin                                                                 | 400.000   |
| Finnland (IFPI)              | Platin                                                                 | 40.000    |
| Frankreich (SNEP)            | Platin                                                                 | 200.000   |
| Italien (FIMI)               | Platin                                                                 | 70.000    |
| Kanada (MC)                  | 4× Platin                                                              | 320.000   |
| Norwegen (IFPI)              | 3× Platin                                                              | 180.000   |
| Österreich (IFPI)            | 2× Platin                                                              | 60.000    |
| Polen (ZPAV)                 | 3× Platin                                                              | 150.000   |
| Portugal (AFP)               | Platin                                                                 | 10.000    |
| Spanien (Promusicae)         | Gold                                                                   | 20.000    |
| Vereinigte Staaten (RIAA)    | 2× Platin                                                              | 2.000.000 |
| Vereinigtes Königreich (BPI) | Platin                                                                 | 600.000   |
| Insgesamt                    | 2× Gold · 24× Platin ·                                                 | 4.255.000 |

### On Me (Ava Max)
| Land/Region               | Auszeichnungen für Musikverkäufe (Land/Region, Auszeichnung, Verkäufe) | Verkäufe |
| ------------------------- | ---------------------------------------------------------------------- | -------- |
| Vereinigte Staaten (RIAA) | Gold                                                                   | 500.000  |
| Insgesamt                 | 1× Gold ·                                                              | 500.000  |

### Who’s Laughing Now (Ava Max)
| Land/Region       | Auszeichnungen für Musikverkäufe (Land/Region, Auszeichnung, Verkäufe) | Verkäufe |
| ----------------- | ---------------------------------------------------------------------- | -------- |
| Brasilien (PMB)   | Gold                                                                   | 20.000   |
| Norwegen (IFPI)   | Platin                                                                 | 60.000   |
| Österreich (IFPI) | Gold                                                                   | 15.000   |
| Polen (ZPAV)      | 2× Platin                                                              | 100.000  |
| Insgesamt         | 2× Gold · 3× Platin ·                                                  | 195.000  |

### OMG What’s Happening (Ava Max)
| Land/Region     | Auszeichnungen für Musikverkäufe (Land/Region, Auszeichnung, Verkäufe) | Verkäufe |
| --------------- | ---------------------------------------------------------------------- | -------- |
| Norwegen (IFPI) | Gold                                                                   | 30.000   |
| Polen (ZPAV)    | Gold                                                                   | 25.000   |
| Insgesamt       | 2× Gold ·                                                              | 55.000   |

### My Head & My Heart(Ava Max)
| Land/Region                  | Auszeichnungen für Musikverkäufe (Land/Region, Auszeichnung, Verkäufe) | Verkäufe  |
| ---------------------------- | ---------------------------------------------------------------------- | --------- |
| Australien (ARIA)            | Platin                                                                 | 70.000    |
| Brasilien (PMB)              | 2× Platin                                                              | 80.000    |
| Dänemark (IFPI)              | Gold                                                                   | 45.000    |
| Deutschland (BVMI)           | Gold                                                                   | 200.000   |
| Italien (FIMI)               | Platin                                                                 | 70.000    |
| Kanada (MC)                  | 2× Platin                                                              | 160.000   |
| Norwegen (IFPI)              | Gold                                                                   | 30.000    |
| Österreich (IFPI)            | Platin                                                                 | 30.000    |
| Polen (ZPAV)                 | Platin                                                                 | 50.000    |
| Portugal (AFP)               | Gold                                                                   | 5.000     |
| Vereinigte Staaten (RIAA)    | Platin                                                                 | 1.000.000 |
| Vereinigtes Königreich (BPI) | Gold                                                                   | 400.000   |
| Insgesamt                    | 5× Gold · 9× Platin ·                                                  | 2.140.000 |

### EveryTime I Cry (Ava Max)
| Land/Region       | Auszeichnungen für Musikverkäufe (Land/Region, Auszeichnung, Verkäufe) | Verkäufe |
| ----------------- | ---------------------------------------------------------------------- | -------- |
| Frankreich (SNEP) | Gold                                                                   | 100.000  |
| Österreich (IFPI) | Gold                                                                   | 15.000   |
| Polen (ZPAV)      | Gold                                                                   | 25.000   |
| Insgesamt         | 3× Gold ·                                                              | 140.000  |

### Hurricane (Kanye West)
| Land/Region                  | Auszeichnungen für Musikverkäufe (Land/Region, Auszeichnung, Verkäufe) | Verkäufe  |
| ---------------------------- | ---------------------------------------------------------------------- | --------- |
| Kanada (MC)                  | Platin                                                                 | 80.000    |
| Vereinigte Staaten (RIAA)    | Platin                                                                 | 1.000.000 |
| Vereinigtes Königreich (BPI) | Silber                                                                 | 200.000   |
| Insgesamt                    | 1× Silber · 2× Platin ·                                                | 1.280.000 |

### House on Fite (Mimi Webb)
| Land/Region                  | Auszeichnungen für Musikverkäufe (Land/Region, Auszeichnung, Verkäufe) | Verkäufe |
| ---------------------------- | ---------------------------------------------------------------------- | -------- |
| Vereinigtes Königreich (BPI) | Silber                                                                 | 200.000  |
| Insgesamt                    | 1× Silber · 0× Platin ·                                                | 200.000  |

## Auszeichnungen nach Musikstreamings

### Domino (Jessie J)
| Land/Region     | Auszeichnungen für Musikverkäufe (Land/Region, Auszeichnung, Verkäufe) | Verkäufe  |
| --------------- | ---------------------------------------------------------------------- | --------- |
| Dänemark (IFPI) | Platin                                                                 | 1.800.000 |
| Insgesamt       | 1× Platin ·                                                            | 1.800.000 |

### Good Feeling (Flo Rida)
| Land/Region     | Auszeichnungen für Musikverkäufe (Land/Region, Auszeichnung, Verkäufe) | Verkäufe  |
| --------------- | ---------------------------------------------------------------------- | --------- |
| Dänemark (IFPI) | 2× Platin                                                              | 1.800.000 |
| Insgesamt       | 2× Platin ·                                                            | 1.800.000 |

### Hangover (Taio Cruz)
| Land/Region     | Auszeichnungen für Musikverkäufe (Land/Region, Auszeichnung, Verkäufe) | Verkäufe  |
| --------------- | ---------------------------------------------------------------------- | --------- |
| Dänemark (IFPI) | 2× Platin                                                              | 1.800.000 |
| Insgesamt       | 2× Platin ·                                                            | 1.800.000 |

### Part of Me (Katy Perry)
| Land/Region     | Auszeichnungen für Musikverkäufe (Land/Region, Auszeichnung, Verkäufe) | Verkäufe  |
| --------------- | ---------------------------------------------------------------------- | --------- |
| Dänemark (IFPI) | Platin                                                                 | 1.800.000 |
| Insgesamt       | 1× Platin ·                                                            | 1.800.000 |

### Primadonna (Marina and the Diamonds)
| Land/Region     | Auszeichnungen für Musikverkäufe (Land/Region, Auszeichnung, Verkäufe) | Verkäufe  |
| --------------- | ---------------------------------------------------------------------- | --------- |
| Dänemark (IFPI) | Platin                                                                 | 1.800.000 |
| Insgesamt       | 1× Platin ·                                                            | 1.800.000 |

### You da One (Rihanna)
| Land/Region     | Auszeichnungen für Musikverkäufe (Land/Region, Auszeichnung, Verkäufe) | Verkäufe  |
| --------------- | ---------------------------------------------------------------------- | --------- |
| Dänemark (IFPI) | Gold                                                                   | 1.300.000 |
| Insgesamt       | 1× Gold ·                                                              | 1.300.000 |

### Wide Awake (Katy Perry)
| Land/Region     | Auszeichnungen für Musikverkäufe (Land/Region, Auszeichnung, Verkäufe) | Verkäufe |
| --------------- | ---------------------------------------------------------------------- | -------- |
| Dänemark (IFPI) | Gold                                                                   | 900.000  |
| Insgesamt       | 1× Gold ·                                                              | 900.000  |

### Die Young (Kesha)
| Land/Region     | Auszeichnungen für Musikverkäufe (Land/Region, Auszeichnung, Verkäufe) | Verkäufe  |
| --------------- | ---------------------------------------------------------------------- | --------- |
| Dänemark (IFPI) | 2× Platin                                                              | 3.600.000 |
| Insgesamt       | 2× Platin ·                                                            | 3.600.000 |

### How to Be a Heartbreaker (Marina and the Diamonds)
| Land/Region     | Auszeichnungen für Musikverkäufe (Land/Region, Auszeichnung, Verkäufe) | Verkäufe  |
| --------------- | ---------------------------------------------------------------------- | --------- |
| Dänemark (IFPI) | Gold                                                                   | 1.300.000 |
| Insgesamt       | 1× Gold ·                                                              | 1.300.000 |

### Rock Me (One Direction)
| Land/Region     | Auszeichnungen für Musikverkäufe (Land/Region, Auszeichnung, Verkäufe) | Verkäufe |
| --------------- | ---------------------------------------------------------------------- | -------- |
| Dänemark (IFPI) | Gold                                                                   | 900.000  |
| Insgesamt       | 1× Gold ·                                                              | 900.000  |

### Roar (Katy Perry)
| Land/Region          | Auszeichnungen für Musikverkäufe (Land/Region, Auszeichnung, Verkäufe) | Verkäufe  |
| -------------------- | ---------------------------------------------------------------------- | --------- |
| Dänemark (IFPI)      | 2× Platin                                                              | 3.600.000 |
| Spanien (Promusicae) | Gold                                                                   | 4.000.000 |
| Insgesamt            | 1× Gold · 2× Platin ·                                                  | 7.600.000 |

### Wrecking Ball (Miley Cyrus)
| Land/Region     | Auszeichnungen für Musikverkäufe (Land/Region, Auszeichnung, Verkäufe) | Verkäufe  |
| --------------- | ---------------------------------------------------------------------- | --------- |
| Dänemark (IFPI) | Platin                                                                 | 1.800.000 |
| Insgesamt       | 1× Platin ·                                                            | 1.800.000 |

### Timber (Pitbull feat. Kesha)
| Land/Region          | Auszeichnungen für Musikverkäufe (Land/Region, Auszeichnung, Verkäufe) | Verkäufe   |
| -------------------- | ---------------------------------------------------------------------- | ---------- |
| Dänemark (IFPI)      | 4× Platin                                                              | 10.400.000 |
| Spanien (Promusicae) | 2× Platin                                                              | 16.000.000 |
| Insgesamt            | 6× Platin ·                                                            | 26.400.000 |

### Unconditionally (Katy Perry)
| Land/Region     | Auszeichnungen für Musikverkäufe (Land/Region, Auszeichnung, Verkäufe) | Verkäufe |
| --------------- | ---------------------------------------------------------------------- | -------- |
| Dänemark (IFPI) | Gold                                                                   | 900.000  |
| Insgesamt       | 1× Gold ·                                                              | 900.000  |

### Dark Horse (Katy Perry)
| Land/Region          | Auszeichnungen für Musikverkäufe (Land/Region, Auszeichnung, Verkäufe) | Verkäufe   |
| -------------------- | ---------------------------------------------------------------------- | ---------- |
| Dänemark (IFPI)      | 2× Platin                                                              | 5.200.000  |
| Spanien (Promusicae) | Platin                                                                 | 8.000.000  |
| Insgesamt            | 3× Platin ·                                                            | 13.200.000 |

### Wild Wild Love (Pitbull)
| Land/Region     | Auszeichnungen für Musikverkäufe (Land/Region, Auszeichnung, Verkäufe) | Verkäufe  |
| --------------- | ---------------------------------------------------------------------- | --------- |
| Dänemark (IFPI) | Gold                                                                   | 1.300.000 |
| Insgesamt       | 1× Gold ·                                                              | 1.300.000 |

### La La La (Brazil 2014)
| Land/Region          | Auszeichnungen für Musikverkäufe (Land/Region, Auszeichnung, Verkäufe) | Verkäufe  |
| -------------------- | ---------------------------------------------------------------------- | --------- |
| Spanien (Promusicae) | Platin                                                                 | 8.000.000 |
| Insgesamt            | 1× Platin ·                                                            | 8.000.000 |

### Sugar (Maroon 5)
| Land/Region  | Auszeichnungen für Musikverkäufe (Land/Region, Auszeichnung, Verkäufe) | Verkäufe   |
| ------------ | ---------------------------------------------------------------------- | ---------- |
| Japan (RIAJ) | Gold                                                                   | 50.000.000 |
| Insgesamt    | 1× Gold ·                                                              | 50.000.000 |

## Statistik und Quellen
| Land/RegionAuszeichnungen für Musikverkäufe (Land/Region, Auszeichnungen, Verkäufe, Quellen) | Silber       | Gold         | Platin         | Diamant       | Verkäufe    | Quellen                           |
| -------------------------------------------------------------------------------------------- | ------------ | ------------ | -------------- | ------------- | ----------- | --------------------------------- |
| Australien (ARIA)                                                                            | —            | 2× Gold2     | 125× Platin125 | —             | 8.820.000   | aria.com.au                       |
| Belgien (BRMA)                                                                               | —            | 10× Gold10   | 7× Platin7     | —             | 400.000     | ultratop.be                       |
| Brasilien (PMB)                                                                              | —            | 2× Gold2     | 22× Platin22   | 3× Diamant3   | 1.380.000   | pro-musicabr.org.br               |
| Dänemark (IFPI)                                                                              | —            | 15× Gold15   | 38× Platin38   | —             | 1.680.000   | ifpi.dk                           |
| Deutschland (BVMI)                                                                           | —            | 12× Gold12   | 11× Platin11   | 2× Diamant2   | 8.050.000   | musikindustrie.de                 |
| Finnland (IFPI)                                                                              | —            | —            | 12× Platin12   | —             | 540.394     | ifpi.fi                           |
| Frankreich (SNEP)                                                                            | —            | 8× Gold8     | Platin1        | 5× Diamant5   | 2.580.698   | infodisc.fr snepmusique.com       |
| Griechenland (IFPI)                                                                          | —            | —            | Platin1        | —             | 20.000      | Einzelnachweise                   |
| Irland (IRMA)                                                                                | —            | —            | 2× Platin2     | —             | 30.000      | Einzelnachweise                   |
| Italien (FIMI)                                                                               | —            | 6× Gold6     | 40× Platin40   | —             | 2.885.000   | fimi.it                           |
| Japan (RIAJ)                                                                                 | —            | Gold1        | Platin1        | —             | 350.000     | riaj.or.jp                        |
| Kanada (MC)                                                                                  | —            | 3× Gold3     | 78× Platin78   | Diamant1      | 7.160.000   | musiccanada.com                   |
| Mexiko (AMPROFON)                                                                            | —            | 10× Gold10   | 19× Platin19   | —             | 1.740.000   | amprofon.com.mx                   |
| Neuseeland (RMNZ)                                                                            | —            | 6× Gold6     | 27× Platin27   | —             | 542.500     | aotearoamusiccharts.co.nz         |
| Niederlande (NVPI)                                                                           | —            | —            | 4× Platin4     | —             | 210.000     | nvpi.nl                           |
| Norwegen (IFPI)                                                                              | —            | 4× Gold4     | 66× Platin66   | —             | 2.550.000   | ifpi.no NO2                       |
| Österreich (IFPI)                                                                            | —            | 6× Gold6     | 13× Platin13   | —             | 495.000     | ifpi.at                           |
| Peru (UNIMPRO)                                                                               | —            | Gold1        | —              | —             | 3.000       | Einzelnachweise                   |
| Polen (ZPAV)                                                                                 | —            | 3× Gold3     | 25× Platin25   | 4× Diamant4   | 1.640.000   | olis.pl                           |
| Portugal (AFP)                                                                               | —            | 4× Gold4     | 13× Platin13   | —             | 150.000     | Einzelnachweise                   |
| Schweden (IFPI)                                                                              | —            | 5× Gold5     | 43× Platin43   | —             | 1.640.000   | sverigetopplistan.se              |
| Schweiz (IFPI)                                                                               | —            | 4× Gold4     | 12× Platin12   | —             | 360.000     | hitparade.ch                      |
| Singapur (RIAS)                                                                              | —            | Gold1        | —              | —             | 5.000       | rias.org.sg                       |
| Spanien (Promusicae)                                                                         | —            | 4× Gold4     | 12× Platin12   | —             | 700.000     | promusicae.es elportaldemusica.es |
| Taiwan (RIT)                                                                                 | —            | Gold1        | Platin1        | —             | 15.000      | Einzelnachweise                   |
| Südafrika (RISA)                                                                             | —            | Gold1        | —              | —             | 10.000      | Einzelnachweise                   |
| Vereinigte Staaten (RIAA)                                                                    | —            | 7× Gold7     | 106× Platin106 | 3× Diamant3   | 139.500.000 | riaa.com                          |
| Vereinigtes Königreich (BPI)                                                                 | 14× Silber14 | 4× Gold4     | 33× Platin33   | —             | 24.200.000  | bpi.co.uk                         |
| Insgesamt                                                                                    | 14× Silber14 | 120× Gold120 | 712× Platin712 | 18× Diamant18 |             |                                   |